# リンカーン・タウンカー

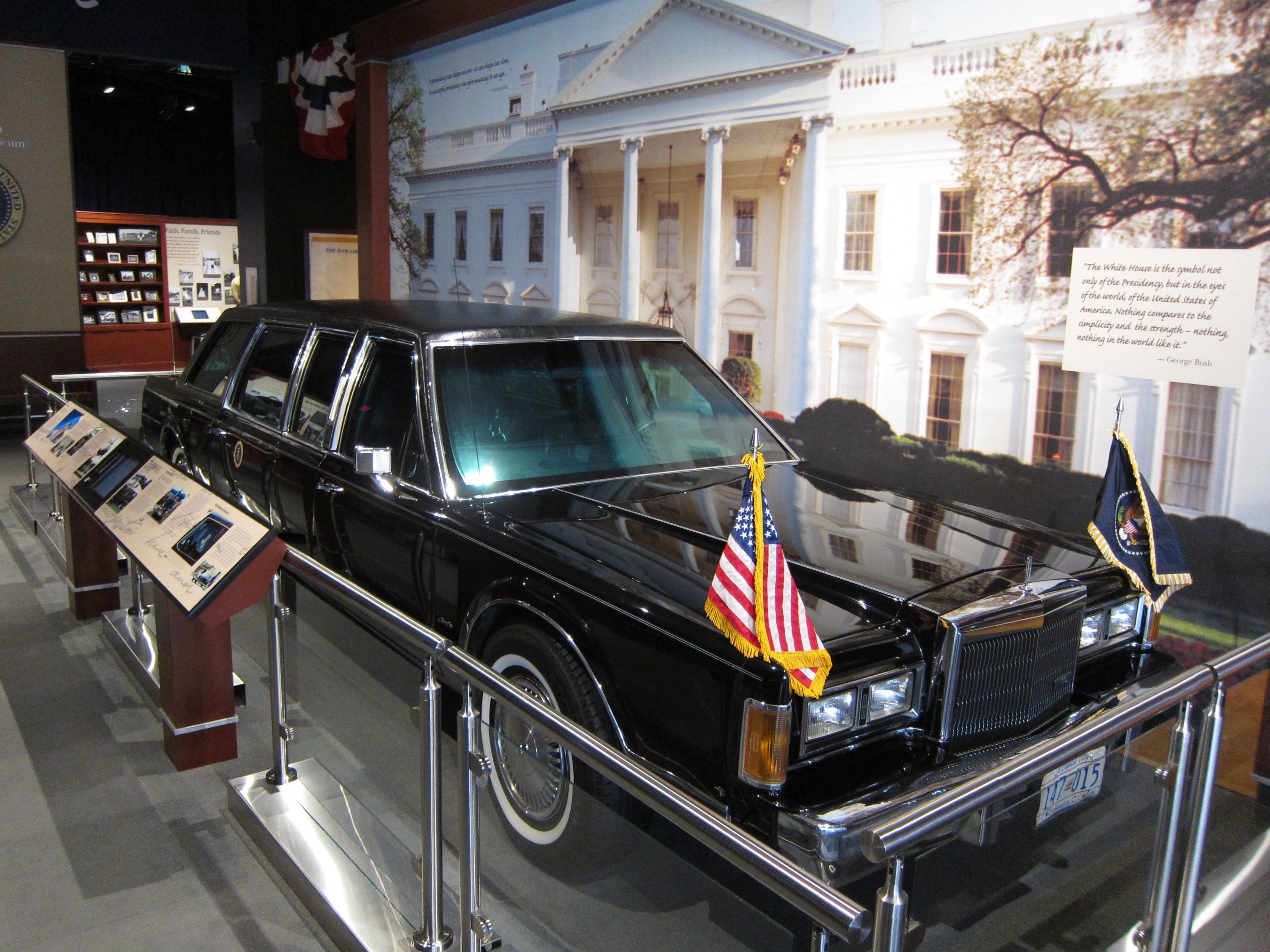
リンカーン・タウンカー（アメリカ大統領専用車仕様）

タウンカー (Town Car)は、フォードが製造、リンカーンブランドで販売していた自動車である。

## 概要

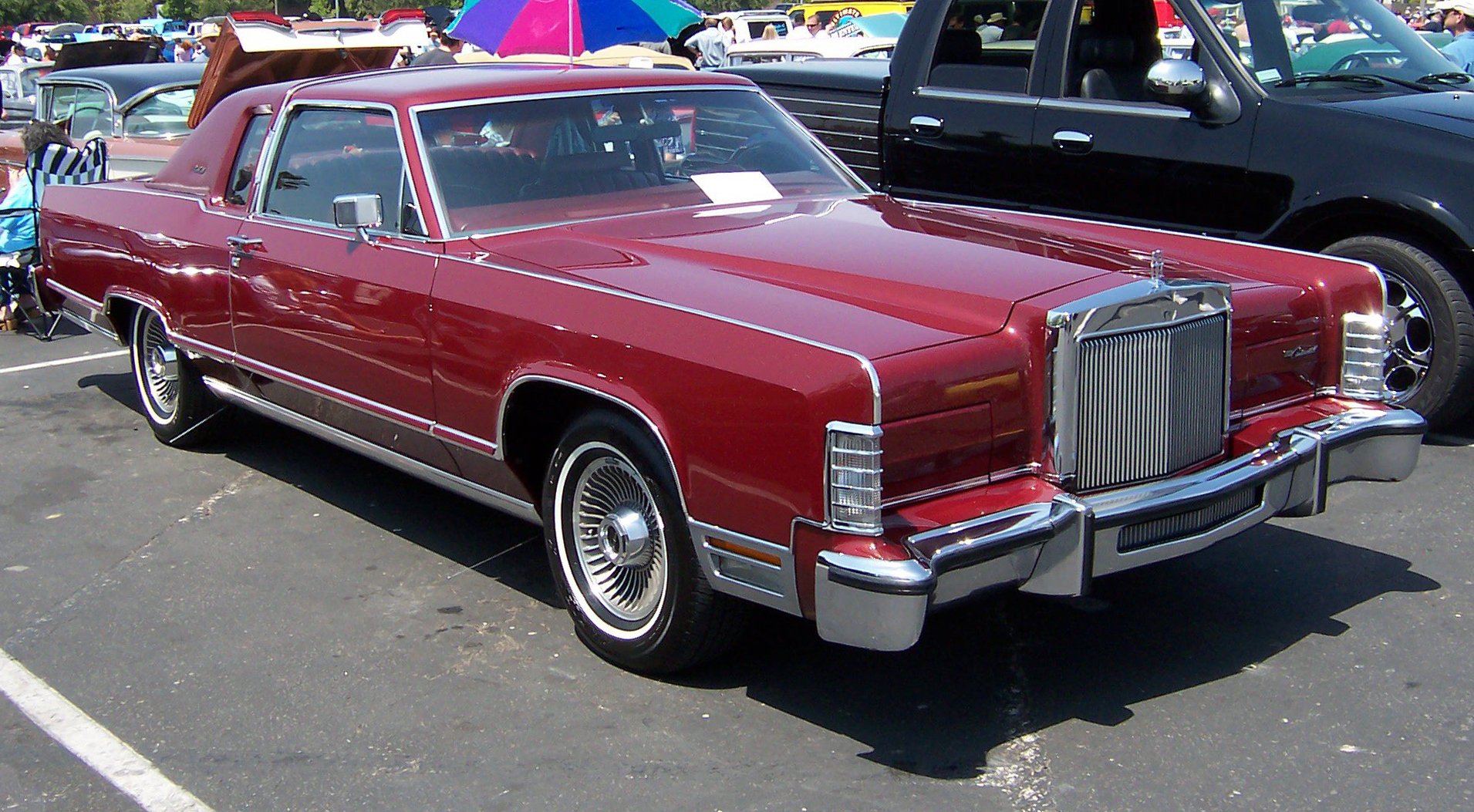
リンカーン・コンチネンタル・タウンクーペ（1978年-1979年）

『タウンカー』の名称は1959年のコンチネンタル・マークIVのトップグレードとして登場したのが初出で、その後1980年まで使用されたのち、1981年に独立したモデル名となり、以降リンカーンブランドのフラッグシップモデルの座を務めた。『タウンカー』とはクーペ・ド・ヴィルの英訳にあたり、共に1920年代の乗用車によくみられた、馬車にその起源を持つ、運転席部分に屋根やドアを持たないタイプのショーファーカースタイルの事である。
タウンカーの車体サイズはアメリカ製セダンの中でも最大の部類のフルサイズに属する。オイルショック以降、キャデラックやクライスラーなどの競合車種の多くがダウンサイジングと前輪駆動化を敢行した中、フォードは昔ながらのラダーフレームと後輪駆動レイアウトを固持した。このシャシはフォード・クラウンビクトリア、マーキュリー・グランドマーキーと共用のパンサー・プラットフォーム (Ford Panther platform) と呼ばれるもので、フォードのハイエンド車種で30年以上の長きにわたって使われ続けたが、技術的には決してハイエンドではなく、登場当時ですら旧態化のそしりは免れなかった。重量、ねじり剛性、振動・騒音など、操縦安定性と居住性のすべての面でモノコック構造に対して劣勢となるが、アメリカの保守層 には根強い人気があり、結果的に古き良き時代のアメリカ車の乗り味を後世に伝える存在となっていたほか、フレームと車体が別体であることからストレッチリムジンや霊柩車の改造に向いており、そのベース車両としての需要は高い。共和党のジョージ・H・W・ブッシュ政権時代は大統領専用車にもなった。
一方、欧州車や日本車を好む顧客（同様に民主党支持者との表現）には、当時フォード傘下であったジャガーがエンジニアリングを担当したDEWプラットフォーム（Ford DEW platform）のLSの需要が高かった。
過酷な業務使用などを想定しており、耐久性や補修の容易性を考慮した設計がなされており、北米では60万km以上営業運転に使われることが多い。なおエンジンに限り、1990年にライバルに先駆けて従来のOHVからSOHCのフォード・モジュラーV8に切り替えている。
この車種の組み立てはフォード・モーターのミシガン州ウィクソム工場で行なわれていたが、2007年にフォードはリストラの一環として同工場を閉鎖、その後はクラウン・ヴィクトリア、グランド・マーキーを生産していたカナダオンタリオ州のセントトーマス工場に移管されたが、同工場も2011年8月29日に最後の生産車両がラインオフし操業を終えた。

## コンチネンタル・タウンカー

### 1959年-1960年

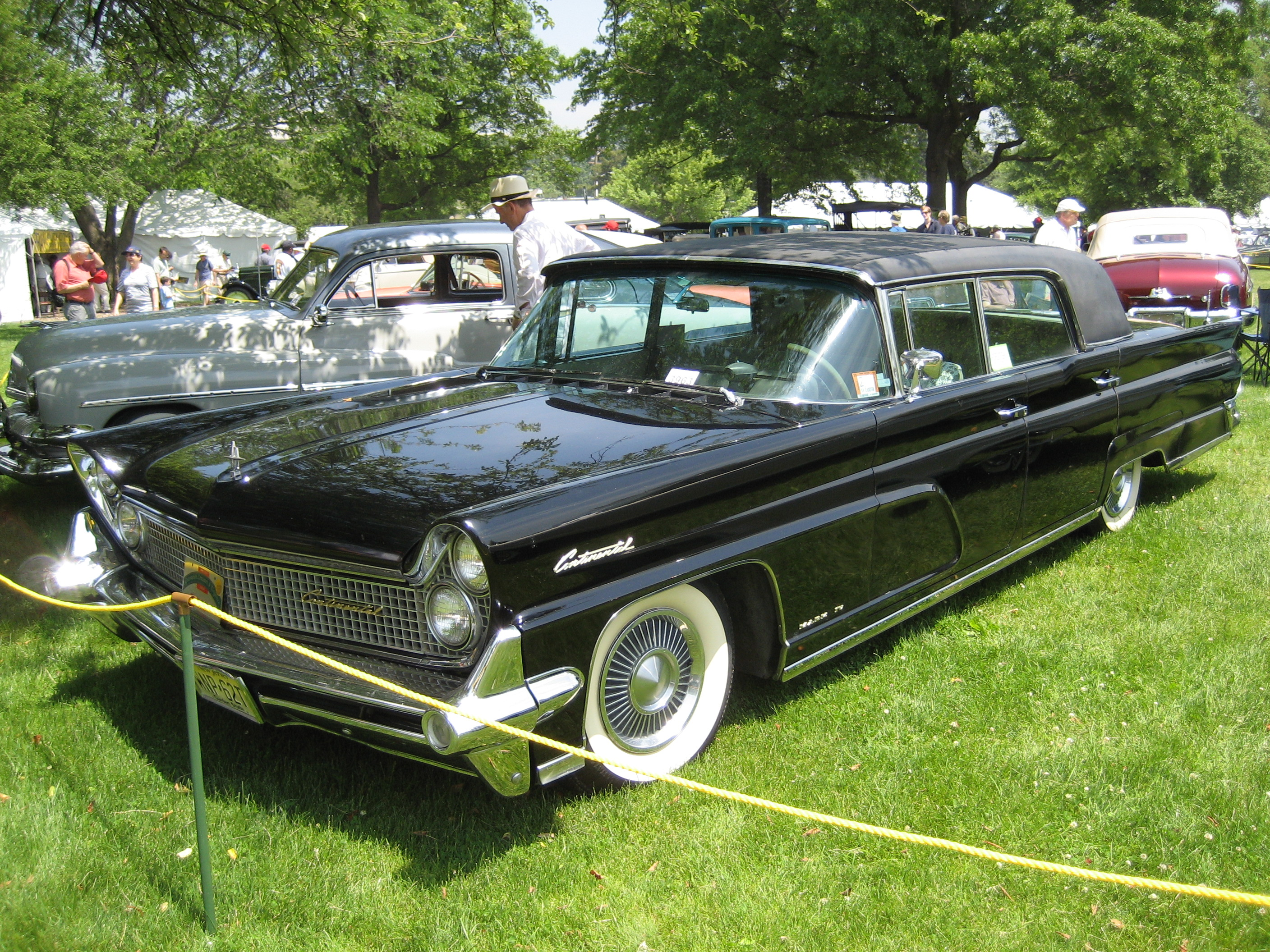
1959年型 コンチネンタル・マークIV タウンカー フォーマルセダン (214台生産)

1959年、リンカーンは既存のコンチネンタルのラインナップにタウンカーとリムジンという2種のフォーマルセダンを追加した。両車ともピラー付きの構造で、内装にはブロードクロスとスコッチグレインレザー、ディープパイルカーペットを採用した。オプションはなくエアコンなどの装備はすべて標準装備で、リムジンの前席と後席の間にガラス製の仕切りが付いていた。
コンバーチブルを含む他のコンチネンタルで採用されていたリバースラント・ルーフラインの代わりにノッチバック・ルーフラインを採用し、重厚なパッド入りのビニール製トップとインセットのリアウィンドウを備えた。ルーフラインの変更はスタイリングをやや控えめな印象とするのみにとどまらず、後席の足元を広くするため、ホイールベースを変更せずに後席の位置を変更するという機能的な目的もあった。その後、ライバル社のインペリアルとキャデラックもこの動きに追従し、フラッグシップモデル（ルバロンとフリートウッド・シックスティスペシャル）のルーフラインを、よりフォーマルでリムジンのようなデザインに変更した。
この年代のタウンカーは、フォードが生産した車種の中で最も希少なものの一つである。1959年から1960年にかけて214台のタウンカーと83台のリムジンが生産された。ボディカラーはすべて黒であった。

### 1970年-1979年
1970年、タウンカーの名称がトリムパッケージのオプションとして復活し、レザーシートやより深いカットパイルカーペットなどが用意された。1971年にはリンカーン創業50周年を記念した1,500台のコンチネンタル・ゴールデン・アニバーサリー・タウンカーが限定生産された。
1972年にはリンカーン・コンチネンタルの派生モデルとしてタウンカーが登場した。標準ではルーフのリア半分がビニールで覆われる仕様であったが、オプションで全体をビニールで覆うフルレングス仕様も用意されていた。ルーフ上の盛り上がったモールディングのBピラーにコーチランプを組み込んだ。1973年には2ドアモデルのタウンクーペが登場した。タウンカーと同様にビニールルーフが標準装備された。
1975年のリンカーンのルーフラインの改良の一環として、タウンカーにマークIVクーペの楕円形のオペラウィンドウを採用、タウンクーペには大きな長方形のオペラウィンドウが与えられた。
コンチネンタル・タウンカーは同部門の成功を証明し、マークIVやマークVが社内的にはリンカーンとしてのブランド名ではなかったため、1970年代で最も人気のあるリンカーン車となった。

(リンカーン) コンチネンタル・タウンカー: 1970年-1979年
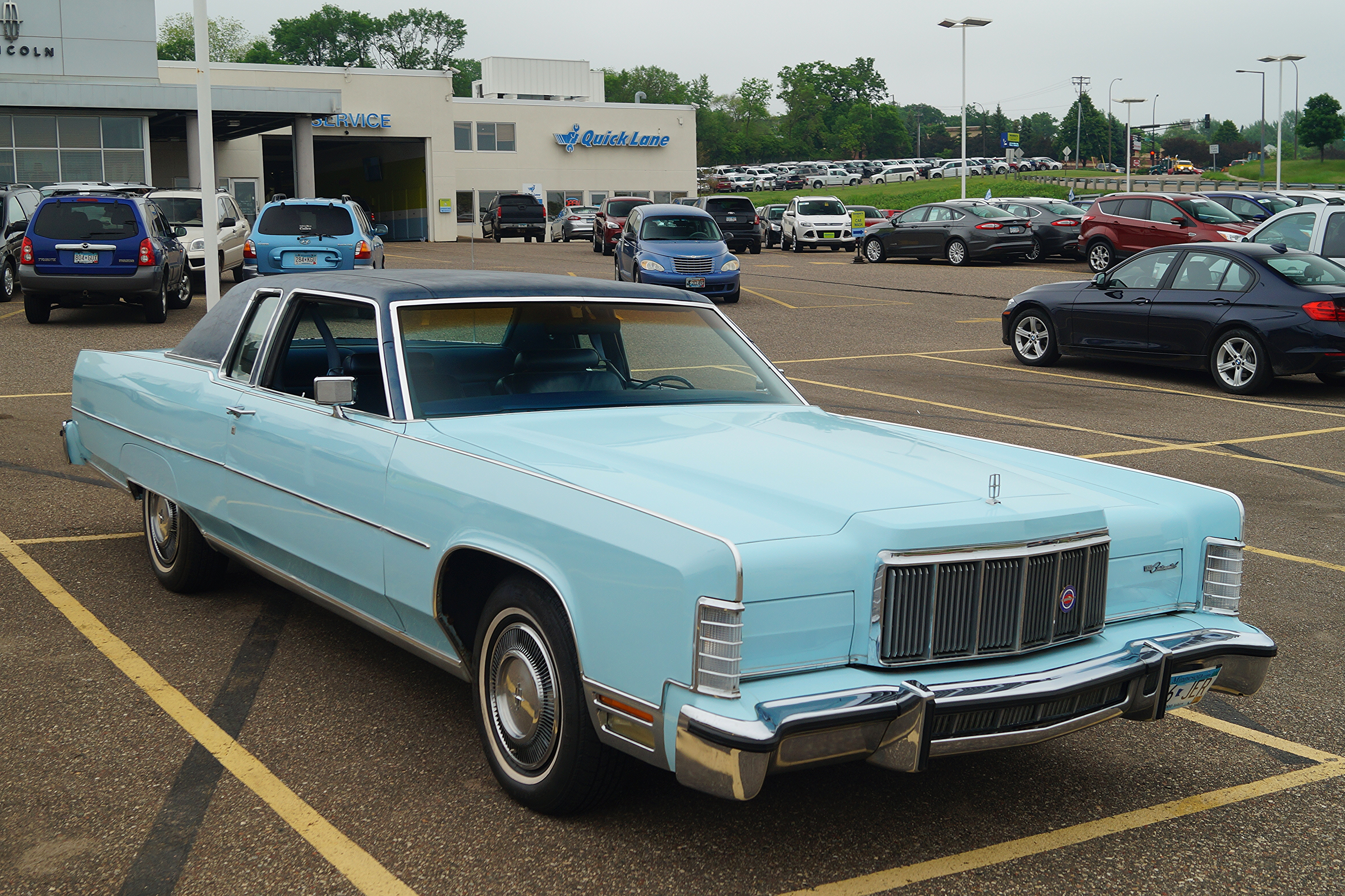
1976年 リンカーン・タウンクーペ (2ドア版)
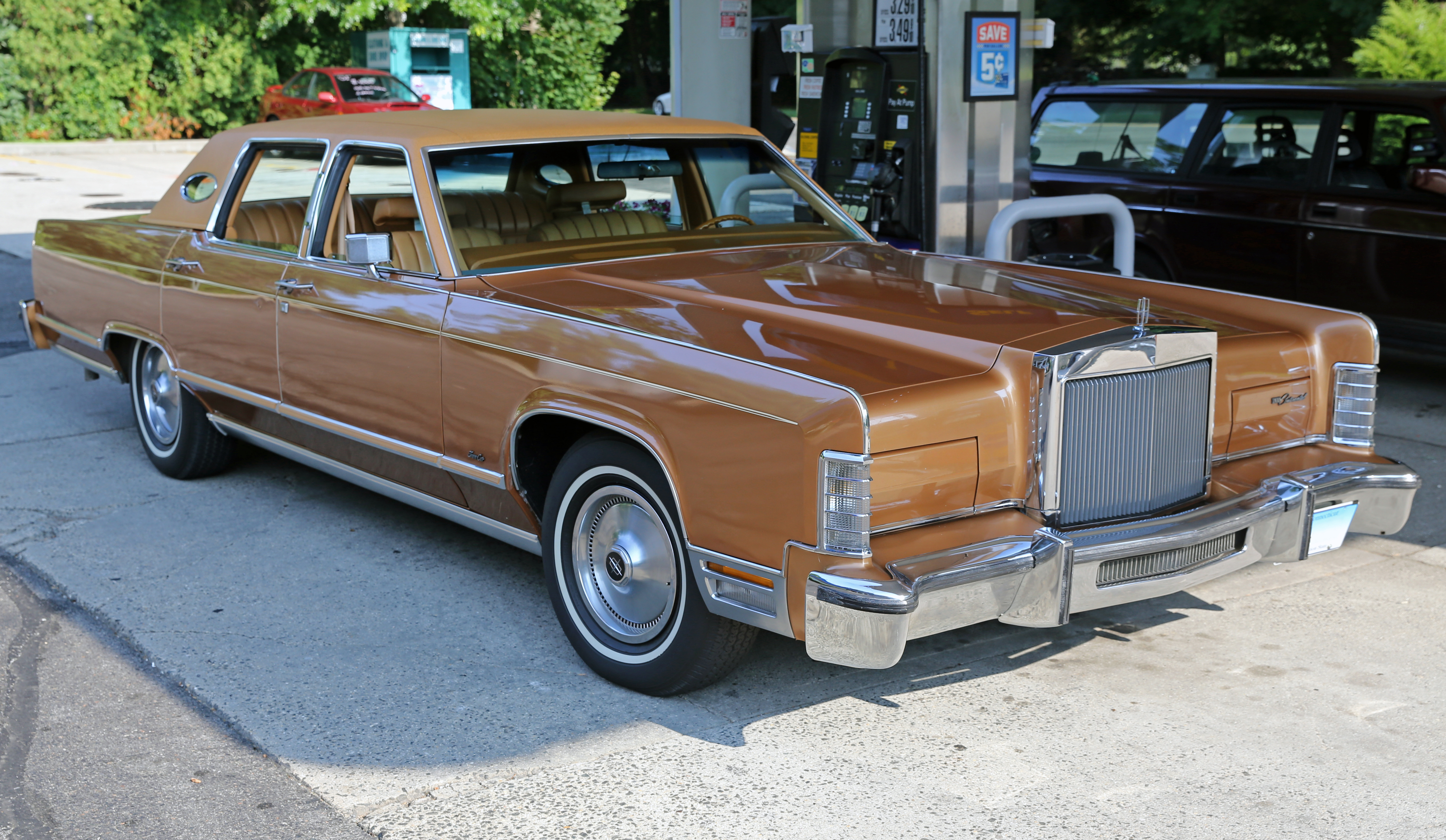
1978年 リンカーン・コンチネンタル・タウンカー
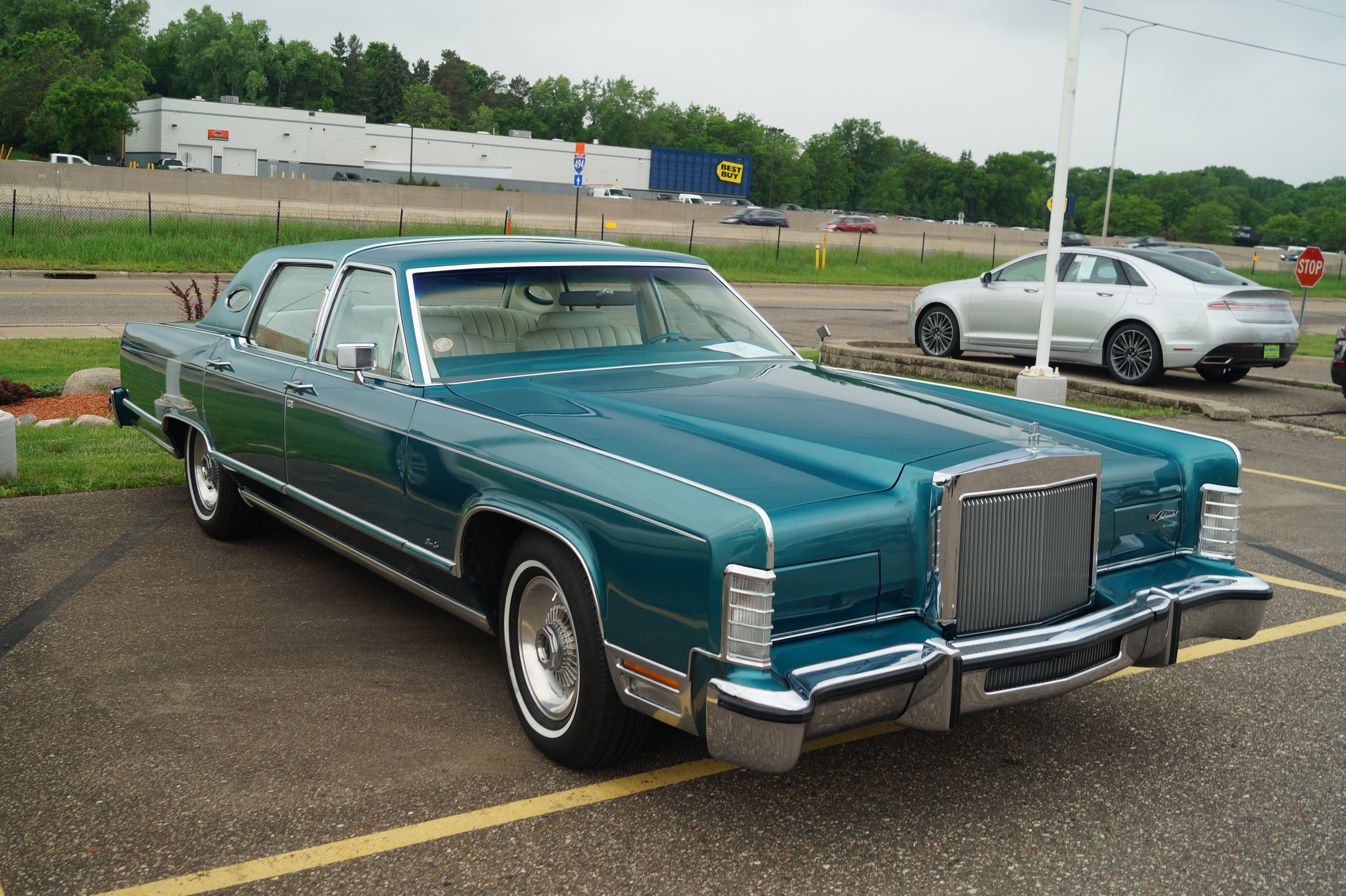
1979年 リンカーン・コンチネンタル・タウンカー
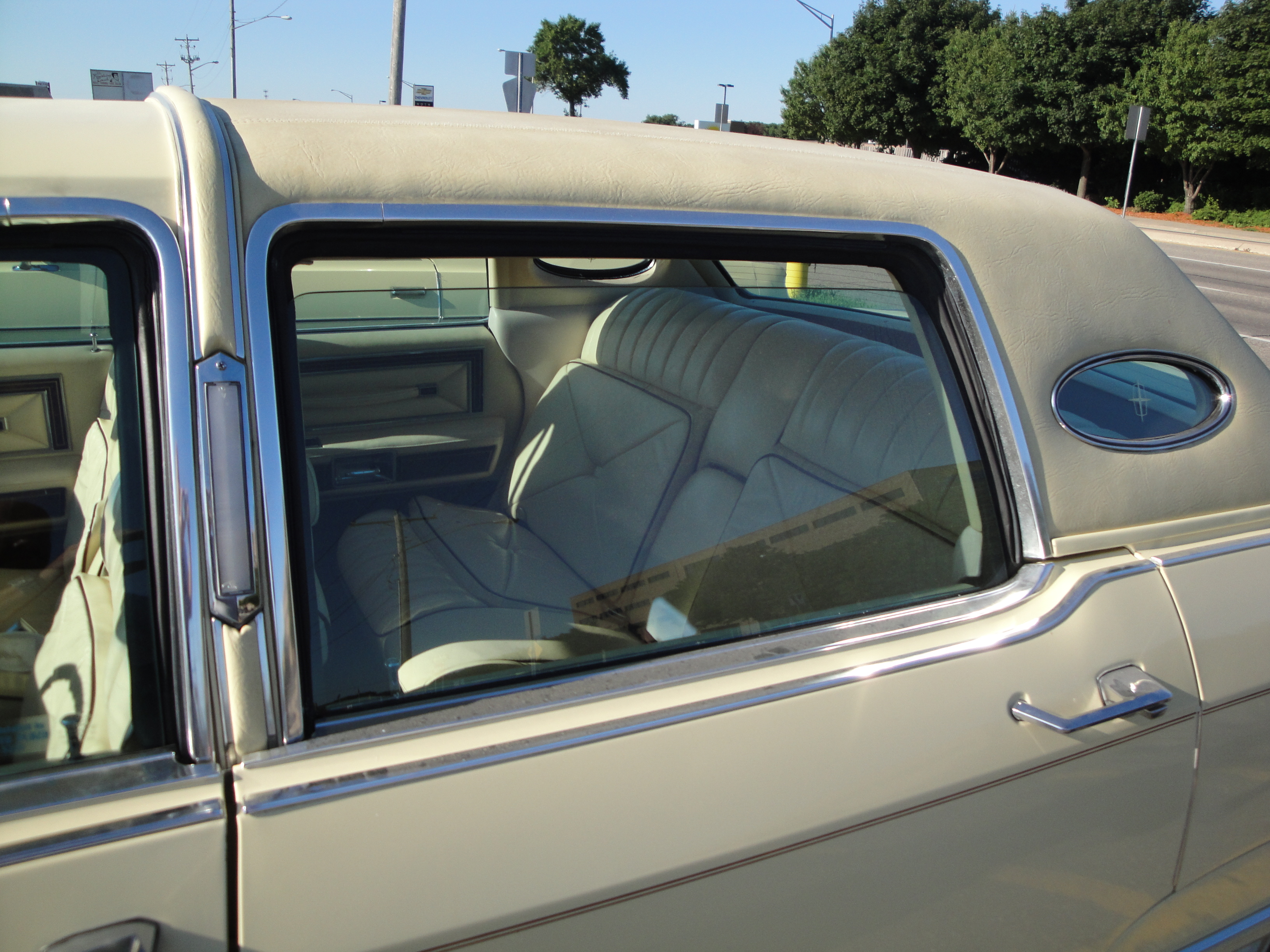
1977年型リンカーン・コンチネンタル・タウンカーのリアルーフラインのクローズアップ画像

### 1980年
1980年以降のコンチネンタルはダウンサイジングにより、北米最大のセダンからキャデラックよりも小さなエクステリアを持つデザインへと移行した。コンチネンタル・タウンカーはリンカーンのモデルレンジのトップトリムとして復活し、マークシリーズもよりダウンサイジングされたコンチネンタルマークVIにモデルチェンジした。外観にリンカーンのバッジは付けられていないが、マークVIは開発コストと生産コストを削減するためシャシーとボディの大部分をコンチネンタルと共有していた。
しかし、同一ブランド内にコンチネンタル、コンチネンタル・タウンカー/タウンクーペ、マークVIというポジションが重複する車種が複数存在したことで、販売は伸び悩んだ。1980年初頭に販売不振だったリンカーン・ヴェルサイユの生産が中止されると、リンカーンのラインナップは再びフルサイズモデルのみに戻り、ヨーロッパブランドの高級車ラインナップと比較して明らかに見劣りする状況となった。
1981年、リンカーンはフルサイズモデルのラインナップを1車種に絞り、フォード・モーターの3つの部門全体で複数年にわたる移行を開始した。1981年にはコンチネンタルが休止され1982年にはミッドサイズセダンに変更された。マークVIは1983年にモデルサイクルを終了し、1984年のマークVIIはフルサイズセグメントから撤退し、マークシリーズは異なるセグメントに移行した。

## 初代 (1981年-1989年)
リンカーン部門ではフルサイズ車種の大幅なダウンサイジングに続き、車種の整理が行われた。コンパクトセダンのヴェルサイユがなくなった後、リンカーンはほぼ同一車種の6台（コンチネンタル、コンチネンタル・タウンカー、マークVI、いずれにも2ドアと4ドアモデルが存在）を販売する事になった。1981年にコンチネンタルとコンチネンタル・タウンカーを統合し、マークVIの下に位置する1つのモデルラインにまとめる形でリンカーン・タウンカーが登場した。
1980年モデルのリンカーン・コンチネンタルと同じ車であるタウンカーは2ドアおよび4ドアセダンとして販売され、タウンクーペの名称は廃止された。マークVIとの差別化に大きく影を落とした2ドアのタウンカーは1982年に廃止された。リンカーンは1984年にマークVIIが登場した後、フルサイズの車種を4ドアセダンのタウンカーのみに絞り込んだ。
発売当初、タウンカーは燃料価格のさらなる変動を予想して前輪駆動車に取って代わられる予定だったが、燃料価格が安定し始めると後輪駆動車への需要が高まり、リンカーン＝マーキュリー部門は1980年代いっぱいまで、ほとんど目に見える変更を加える事なくタウンカーを生産した。1988年には20万台以上が販売され、モデルラインとして過去最高を記録した。

### シャーシー
1980-1989年モデルのリンカーン・コンチネンタル/タウンカーにはフォードやマーキュリーと共通のパンサー・プラットフォームが採用された。技術的な問題により1980年モデルまで登場が遅れたパンサー・プラットフォームは、リンカーン車の外見の指標を大きく変えた。ホイールベースはフォード/マーキュリー/マークVIのクーペモデルよりも3インチ延長されたものの、1980-1989年モデルは1979年モデルよりも10インチ短く、リンカーンのフルサイズモデルとしては最も短いホイールベースになった。
1980年のコンチネンタル/タウンカーはヴェルサイユ以来の短いリンカーンであった。燃費とハンドリングの観点からパンサー・プラットフォームのシャーシーは1970-1979年型のフルサイズ・リンカーンに比べ最大1400ポンドの軽量化を実現した。1980年のコンチネンタル/タウンカーはこの40年間で最も軽量なフルサイズ・リンカーンとして、コンパクトサイズのヴェルサイユとの車両重量の差を200ポンド以内に抑えた。新たなパンサー・プラットフォームは全体のサイズを縮小し、サスペンションのジオメトリーを改善し、パワーステアリングを改良し、1979年型のリンカーン・コンチネンタルと比較して回転直径を8フィート以上縮小した。1984年にはガス圧式のショックアブソーバーが追加された。
企業平均燃費 (CAFE) を向上させるため、フォードはフルサイズ車に搭載された400と460の大排気量V8エンジンを廃止し、1980年に130馬力の5.0リッター (302V8、「5.0リッター」として販売) が標準エンジンとなった。オプションとして140馬力の5.8リッターが用意された。1981年のリンカーン・タウンカーの導入に伴い、5.0リッターが唯一の選択可能なエンジンとなった。5.8リッターはフォードとマーキュリーでもオプション装備となった。カナダでは1985年まで5.0リッターはキャブレター式のままだった。1986年にはシーケンシャル・マルチポート燃料噴射を導入した燃料噴射システムの再設計に伴い、5.0リッターが150馬力とされた。これらのエンジンは鋳造アルミニウム製のアッパーインテークマニホールドと水平スロットルボディ（垂直スロットルプレート）が特徴的で、従来のスロットルボディからキャブレター式のトップマウントエアクリーナーが採用されていた。1980年にリンカーン・コンチネンタルに導入され、1981年にパンサー・プラットフォーム採用の全車種と共に販売されたリンカーン・タウンカーは1981年から1989年を通じて4速AODオートマチック・オーバードライブ・トランスミッションを唯一のトランスミッションとして搭載していた。
1980年から1989年までのすべてのタウンカーにはデュアルエキゾースト、3.55:1リミテッドスリップディファレンシャル（コードネーム「K」）、エンジンとトランスミッションのための改良された冷却パッケージを含むオプションのトレーラー牽引パッケージが装備されていた。
| エンジン    | 排気量                         | 燃料供給                                                           | 年度      | 定格馬力               | 出力トルク               | 特記事項                           | トランスミッション           |
| ----------- | ------------------------------ | ------------------------------------------------------------------ | --------- | ---------------------- | ------------------------ | ---------------------------------- | ---------------------------- |
| 5.0リッター | 301.6立方インチ (4.94リットル) | CFI (アメリカ; カナダ 1985) 2バレルキャブレター (カナダ 1981-1984) | 1981      | 130馬力 3400 rpm       | 230lb⋅ft （2,200 rpm時） |                                    | フォード4速AODオートマチック |
| 5.0リッター | 301.6立方インチ (4.94リットル) | CFI (アメリカ; カナダ 1985) 2バレルキャブレター (カナダ 1981-1984) | 1982      | 134馬力 （3400 rpm時） | 245lb⋅ft （2,200 rpm時） |                                    | フォード4速AODオートマチック |
| 5.0リッター | 301.6立方インチ (4.94リットル) | CFI (アメリカ; カナダ 1985) 2バレルキャブレター (カナダ 1981-1984) | 1983      | 140馬力 （3200 rpm時） | 250lb⋅ft （2,000 rpm時） |                                    | フォード4速AODオートマチック |
| 5.0リッター | 301.6立方インチ (4.94リットル) | CFI (アメリカ; カナダ 1985) 2バレルキャブレター (カナダ 1981-1984) | 1984-1985 | 140馬力 （3200 rpm時） | 250lb⋅ft （1,600 rpm時） |                                    | フォード4速AODオートマチック |
| 5.0リッター | 301.6立方インチ (4.94リットル) | CFI (アメリカ; カナダ 1985) 2バレルキャブレター (カナダ 1981-1984) | 1984-1985 | 155馬力 3600 rpm       | 265lb⋅ft 2,000 rpm       | デュアル・エグゾースト・オプション | フォード4速AODオートマチック |
| 5.0リッター | 301.6立方インチ (4.94リットル) | SEFI                                                               | 1986-1989 | 150馬力                | 270lb⋅ft （2,000 rpm時） |                                    | フォード4速AODオートマチック |
| 5.0リッター | 301.6立方インチ (4.94リットル) | SEFI                                                               | 1986-1989 | 160馬力                | 280lb⋅ft （2,200 rpm時） | デュアル・エグゾースト・オプション | フォード4速AODオートマチック |

### ボディ

#### 外観
1970年代後半、リンカーン・コンチネンタルの販売は堅調に推移し、コンチネンタル・マークVはキャデラック・エルドラドを上回る販売台数を記録した。リンカーン・タウンカーの開発において1977-1979年のリンカーン・コンチネンタルとマークVのデザインテーマが、1980年のコンチネンタル/タウンカーの外観のデザインにも影響を与えた。タウンカーは先行モデルと同様にほぼフラットなボディサイド、鋭角なフェンダー、ラジエタースタイルのグリルなどが特徴となった。大きな変更点はリトラクタブル・ヘッドライトが露出したハロゲンヘッドライトに変わった事で、1969年以来、リンカーンのフルサイズ車としては初めての事であった。フォードやマーキュリーとは対照的に窓枠はマットブラックに塗装されていた。ヘッドランプと窓枠の周りにはクロームトリムが残されていたが、リンカーンの伝統から一転してフェンダー上部からはクロームトリムが消えた。機構的にはフォード・LTDやマーキュリー・マーキー（1983年以降はフォード・LTDクラウンヴィクトリア、マーキュリー・グランドマーキー）に酷似していたが、ボディパネルはコンチネンタル・マークVIとしか共通していなかった。1981年から1989年までのタウンカーのルーフラインはフォード、マーキュリー、マークVIとは対照的にCピラーに縦長の三角窓を採用している。
1981年に2ドアのタウンカーが4,935台の販売に終わった後、1982年にはこのボディスタイルが廃止された。1981年にコンチネンタルがリバッジングされてリンカーン・タウンカーに変更された事により、リンカーンはヘッドライト上の「Continental」のバッジも「Town Car」に変更したが、1984年にそれもなくなった。
すべてのタウンカーにパッド付きルーフが標準装備され、そのデザインはトリムレベルに応じて決まった。標準型のタウンカーにはセンターピラーにコーチランプが付いた革目調ビニール製フルレングスカバーが装着された。シグネチャーシリーズとカルティエには小さなフランス風のリアウィンドウ開口部を備えた屋根の後半分を覆うパッド入りのビニール製コーチルーフが装備された。カルティエ以外のタウンカーでは屋根全体を覆うキャンバス・ルーフがオプションとなり、コンバーチブルの外観を模したデザインはCピラーのクォーターウィンドウをなくした。
1980年代を通じてリンカーン・タウンカーは何度か外観の改良を受けた。1985年のモデルサイクルの途中でフェイスリフトが行われた。わずかなエアロダイナミクスの改善に加え、全長を基本的に変更せず視覚的に車体を短くする事を目的としたデザインである。フロントとリアのバンパーのデザインが一新され、ボディワークとの一体感を高めた。リアファシアやテールランプのデザインも一新され、トランクリッドはリアフェンダーとの一体感を高めた。1986年には連邦政府の規制に対応するため、リアウィンドウにセンターブレーキランプが追加された。1988年にはテールランプの間にブラッシュドメタルパネルを採用したグリルが採用され、リバースランプが置かれた。
1989年モデルはグリルブレードのサテンブラック塗装、ヘッドライト間のトリム、フロントパーキングランプのアンバー（クリアではない）などの特別なトリムが特徴で、フロントエンドの「Lincoln」バッジは、左ヘッドライトの上からグリルに移動されて、字体が大きなサンセリフに変更された。リアではブラッシュメタルパネルをピンストライプ仕上げとし、すべてのバッジをパネルからトランクリッドに移動され、すべてのモデルにはより小さくよりフォーマルなフレンチ型のリアウィンドウを備えたランダウルーフが採用された。また、カルティエを除く全モデルには、オペラウィンドウにリンカーンのスターエンブレムが埋め込まれた。

#### 内装
リンカーン・タウンカーのインテリアには当時としては先進的な高級装備が数多く採用されていた。シグネチャーシリーズとカルティエには運転席と助手席のための6ウェイパワーシートおよび手動シートバックリクライニングが装備されたが、リンカーン・タウンカーの標準モデルでは以前にマーククーペで見られたスプリットフロントベンチシートが採用された。電子機能の中にはオプション装備のデジタル表示式トリップコンピューターが含まれ、運転手に「燃料が空になるまでのマイル数」や運転手の入力に基づく「到着予定時刻」を表示した。キーパッドベースのキーレスエントリーシステムは工場出荷時もしくはオーナーがプログラムした5桁の数字の組み合わせで車のロックを解除する。運転席のドアハンドルの上に取り付けられたキーパッドは4つのドアすべてをロックすることができ、コードを入力するとドアのロックを解除したり、トランクリッドを外したりする事が可能で、キーパッドシステムは、キーフォブベースのシステムと並んでフォード車とリンカーン車で現在（2017年時点）も採用されている。
1985年のアップデートの一環として、リンカーン・タウンカーは12スピーカーのJBLプレミアムステレオシステムの一部としてフォード車では初めてCDプレーヤーをオプションで装備した。1984年はタウンカーに8トラックプレーヤーと市民ラジオのオプションが付けられた最後の年となった。機能面の変更としてはホーンボタンがターンシグナルレバーからステアリングホイールのハブに移動した。ドアトリムは木製からシートに合わせた張り地に変更された。
1986年には前席のヘッドレストが背の高い4ウェイ連接はしご型のデザインに変更され、ダッシュボード下部のサテンブラックのトリムの大部分がウォールナットバーリングトリムに変更された。1988年には計器の部分が更新され、アナログ・ゲージを装備したタウンカーのインストルメント・パネルには四角いベゼルに丸型のダイヤルが採用された。また、ダッシュボードとステアリングホイールには新しいウッドトリムが追加された。

1981-1989年 リンカーン・タウンカー
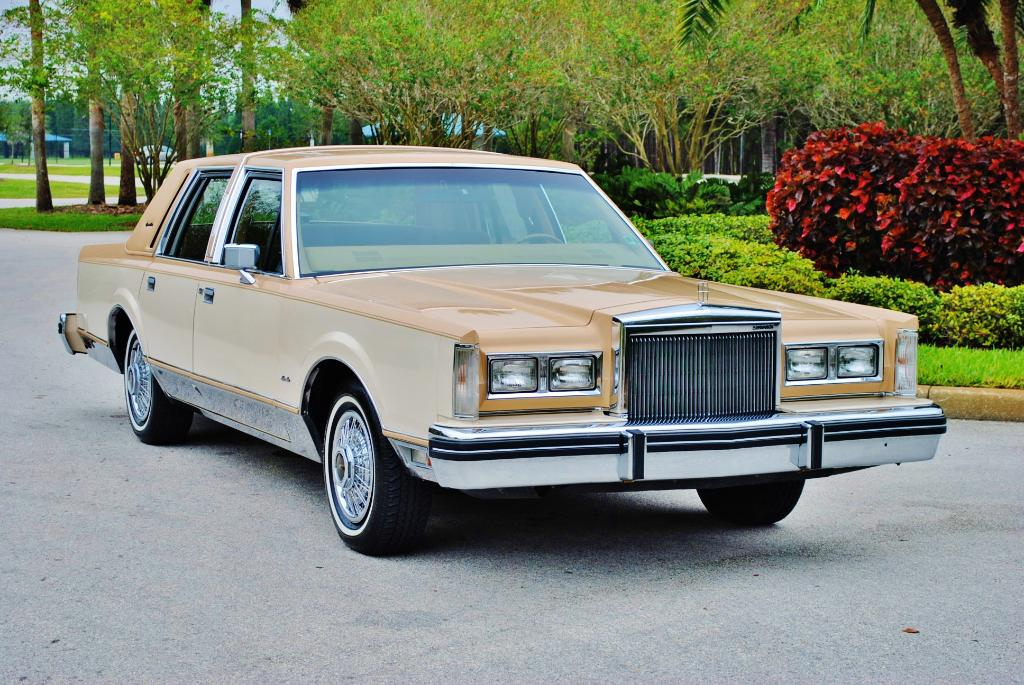
1984年 リンカーン・タウンカー シグネチャーシリーズ
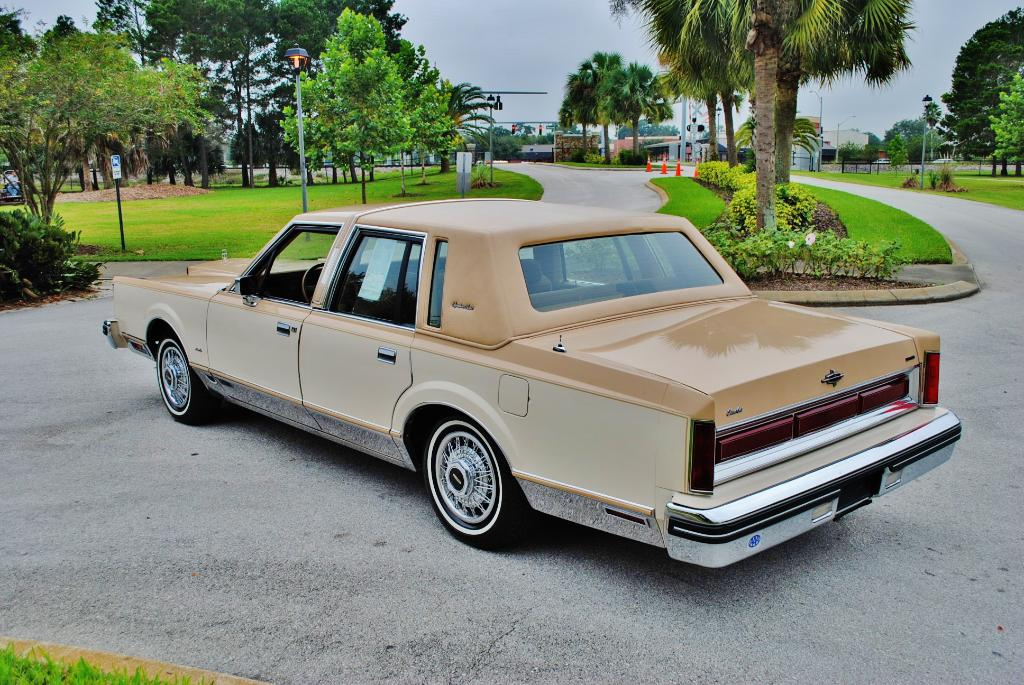
1984年 リンカーン・タウンカー シグネチャーシリーズ 後部
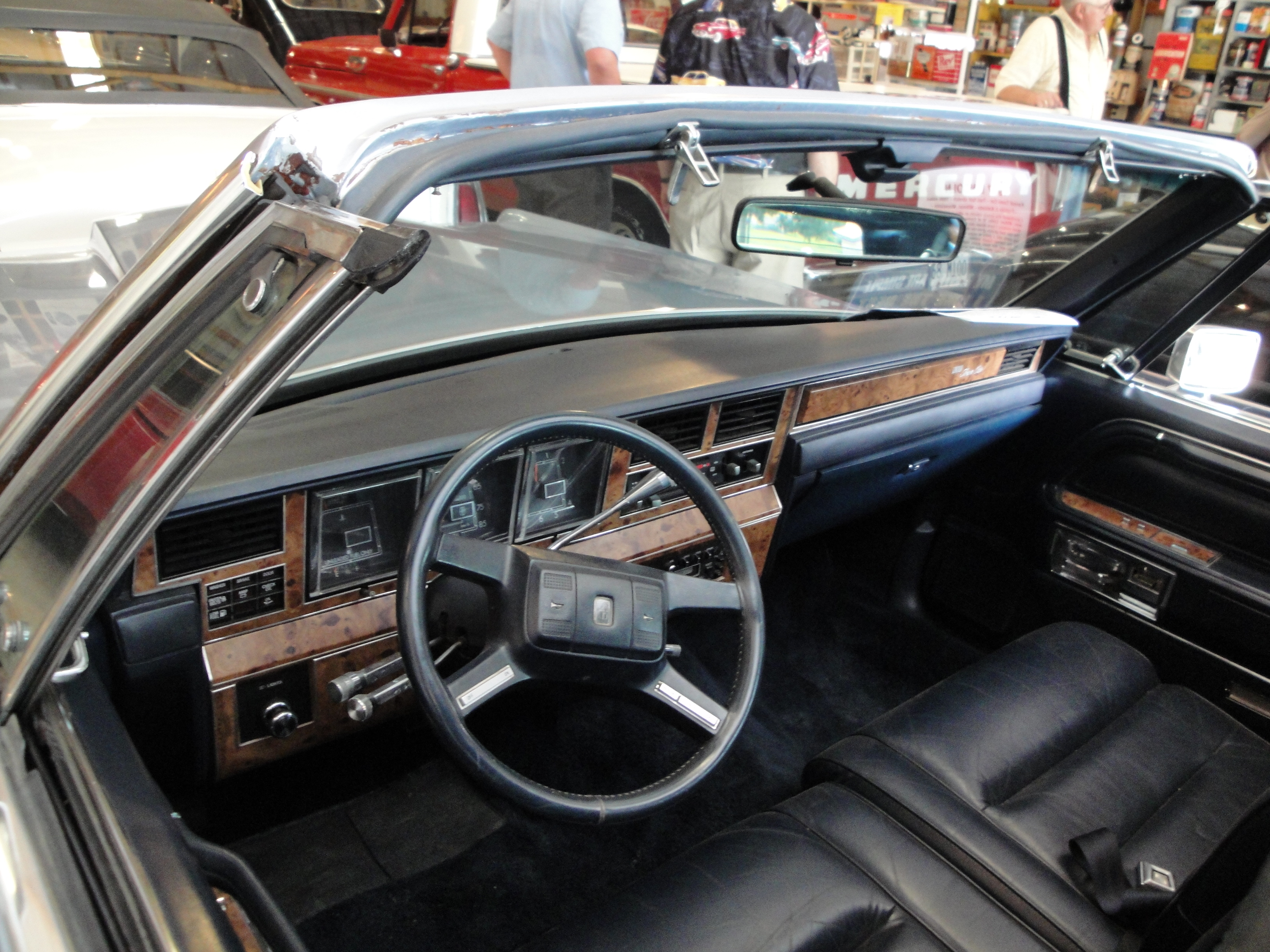
1987年 リンカーン・タウンカーのダッシュボード (オープン型のリムジンバージョン)
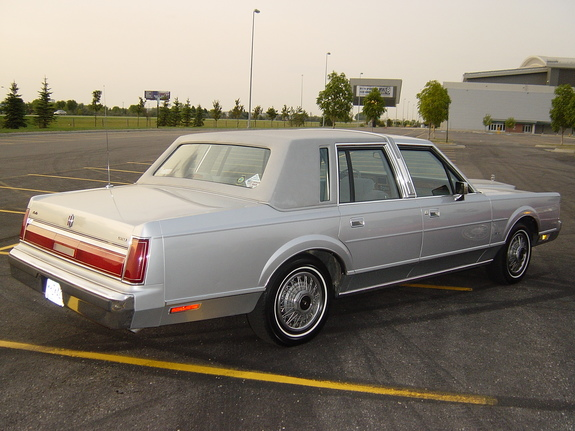
1986年 リンカーン・タウンカー 後部
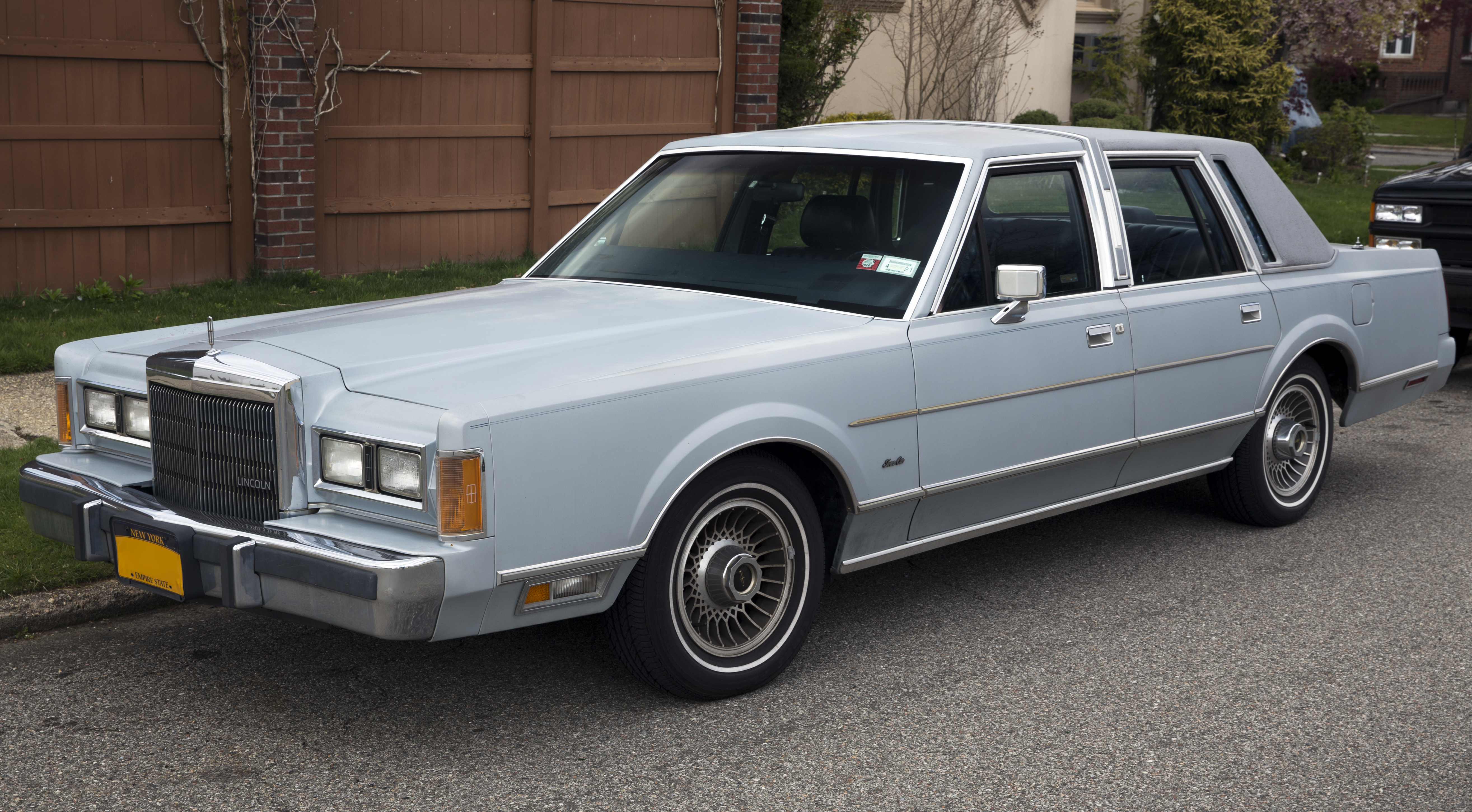
1988年 リンカーン・タウンカー (標準型)
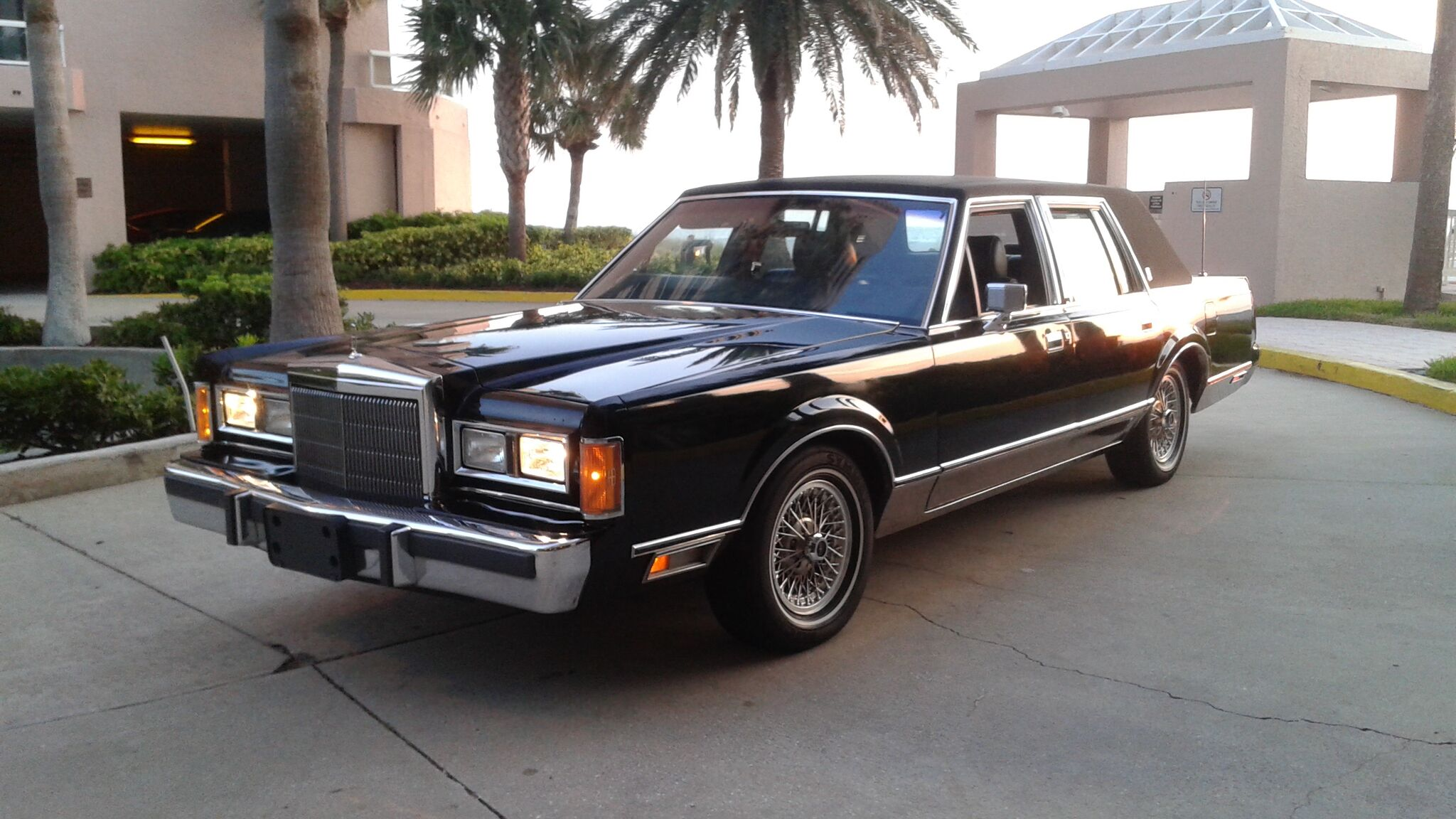
1989年 リンカーン・タウンカー

### グレード
1980年に発売された時点のコンチネンタル/タウンカーは標準/基本グレードおよび、マークVIと共有された名称で差別性が低いシグネチャー・シリーズの2つのグレードで提供されていた。1982年、リンカーンはマークシリーズの伝統であるデザイナーズシリーズのエディションを採用し、カルティエ・エディションはマークVIからタウンカーへと移行し、最上級のグレードレベルとなった。カルティエ・エディションは2003年のモデルイヤーまでタウンカーのモデルラインのひとつとなった。

#### 特別仕様車
カルティエ・デザイナー・エディション
1982年にはグレードレベルの変更により、カルティエ・エディションがマーク・シリーズからリンカーン・タウンカーへと移動した。従来通り、車体色と内装デザインを専用にコーディネートし、シートにはリンカーンのスター・エンブレムに代えてカルティエのロゴが刺繍されたスペシャル・エディション・パッケージが用意された。1987年にパッケージは新たな内装デザインになり、従来のプラチナシルバーとアークティックホワイトのツートンカラーに新たなツートンカラー（メタリックベージュとプラチナ）が加えられた。
セイル・アメリカ・コメモレイティブ・エディション
1987年のシグネチャーシリーズ特別仕様車は白と青のキャリッジルーフ、ホワイトレザーの内装にブルーのパイピングと特別なバッジが付けられていた。フォード・モーター・カンパニーは1987年のアメリカスカップ優勝ヨット「スターズ&ストライプス87」号のオーナーである「セイル・アメリカ・ファンデーション」シンジケートの企業スポンサーの一社だった。
スペシャル・エディション
1988年のタウンカー・シグネチャーシリーズにはコンバーチブルトップのような外観のキャリッジルーフ、ワイヤースポークアルミホイール、JBLオーディオシステム、本革巻きステアリングホイール、コントラストカラーのパイピングを施した本革張りの内装などが含まれた2,461ドルの「スペシャルエディションパッケージ」が用意されていた。
グッチ・エディション
1989年のシグネチャー・シリーズ・グッチ・エディションはBピラーに蛍光灯を備えた青のキャンバスルーフと、Cピラーにシグネチャーの文字が入った特別な青のバッジを装備しており、車両識別番号はコード84が指定されていた。

### マーケティング
1985年モデルではリンカーン・タウンカーの伝統的なライバルであったキャデラック・ドゥビルとフリートウッドが前輪駆動に移行し（フリートウッド・ブロアムは後輪駆動のプラットフォームとスタイリングを踏襲）、リンカーン・コンチネンタルより小型化された。当時、リンカーンはタウンカーがより大型である事をセールスポイントにしていた。キャデラックの小型化に呼応して、リンカーンは1985年後半に「係員」（The Valet）と題した一連の広告を発表したが、これは駐車場の係員がキャデラックとビュイック・エレクトラやオールズモビル・98との区別に苦労している様子を描いた物で、「あれはキャデラックですか？」という質問に「いいえ、あれはオールズモビルかビュイックです。」という答えが返ってくる。最後にはリンカーンのオーナーが「リンカーン・タウンカーをお願いします。」というセリフと共に登場する。このCMキャンペーンでは、ブランドの新たなキャッチコピーとして「リンカーン、高級車がどうあるべきかの姿。」（Lincoln. What a Luxury Car Should Be.）が採用され、1990年代まで用いられた。タウンカーはその伝統的なレイアウトと大きなサイズを維持し続けたが、当時の燃料価格は低下しており、10年前に比べ購入者にとって維持費の懸念が少なくなっていた。

## 2代目 (FN36/116、1990年-1997年)
1989年10月5日、10年間（その内9年間はタウンカーとして販売されていた）にわたって比較的変化の少なかったリンカーン・タウンカーの1990年モデルが発売され、内部も外部も大規模なデザイン変更が行われた。タウンカーはリンカーンブランドに新世代の購買層を取り込むため、コンチネンタルやマークVIIと並ぶより現代的なイメージを採用した。また、安全装備や高級装備を新たに採用し、フォード・モーター・カンパニーの幅広い車種に用いられるパワートレインのデビューとなった。

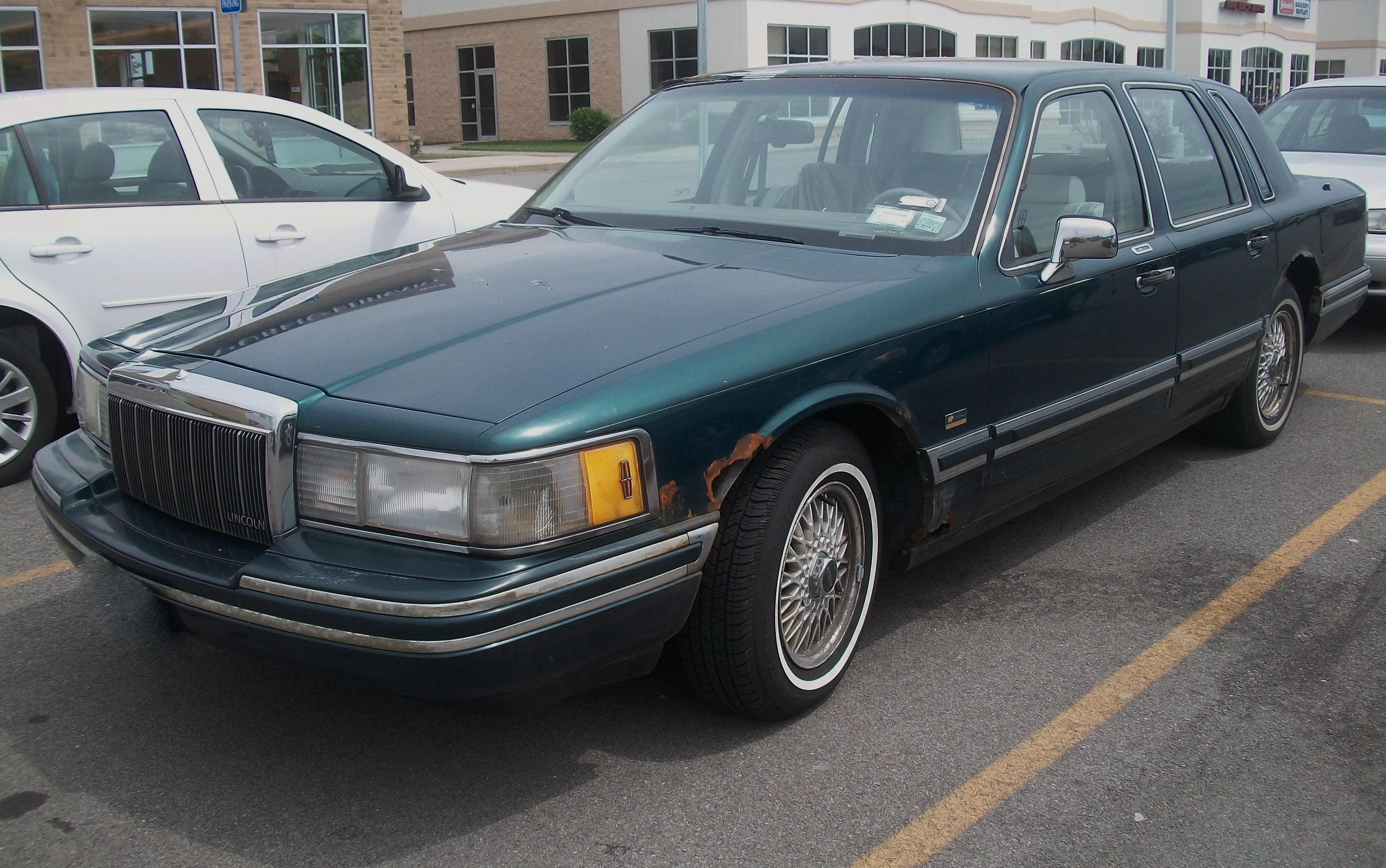
1992年 リンカーン・タウンカー・ジャック・ニクラス・シグネチャー・シリーズ

2代目のタウンカーの販売は成功し、アメリカで最も売れているフルサイズの高級セダンのひとつとなった。1980年代後半から1990年代初頭にかけて、タウンカーの販売台数は定期的に10万台を超え、1994年だけでも12万121台が販売された。1996年以降、ゼネラルモーターズがキャデラック・フリートウッドを廃止した結果、リンカーン・タウンカーはアメリカで販売された通常モデルのセダンとしては全長が最も長い車種となった。
タウンカーは1990年のモーター・トレンドカー・オブ・ザ・イヤーに選ばれた。

### 開発
2代目タウンカーは1985年から1989年にかけて、プロジェクトマネージャーのジョン・ジェイを中心にFN36のコードネームのもと6億5000万ドルの予算を費やして開発された。1980年にパンサー・プラットフォームでダウンサイズされたリンカーン・タウンカーは、当初、5年後までに生産を終了し、より小型の前輪駆動セダンに置き換える予定だった。1979年のオイルショックの後、ガソリン価格は1ガロンあたり2.50ドルに達すると予測され、フォード・モーター・カンパニーは1980年に15億ドルの損失を出した。しかし、1984年にはフルサイズのリンカーンの販売は急速に増加し、1984年の販売は1980年に比べ300%増となった。1980年代初頭までに、フォードの製品プランナーはリンカーン・タウンカーの製品サイクルを終わらせる代わりに、フォード・トーラスや次世代のリンカーン・コンチネンタルに用いられる前輪駆動のミッドサイズ・プラットフォームの開発にリソースを投ずる事を選択した。
1985年8月、フォードの首席デザイナーのゲイル・ハルダーマンはフォード・グループのデザイン担当副社長ジャック・テルナックの下で、競合するデザインの粘土モデルのスケッチと製作を開始し、1986年5月に最終的なデザインが選ばれた。2つの実物大（1:1）の模型がCEOのドナルド・ピーターセン、ジャック・テルナック、フォード社長のハロルド・ポーリング、副会長のウィリアム・クレイ・フォードの4人からなるデザイン委員会によって審査された。既存のタウンカーの延長線上の保守的な改良から、1988年のリンカーン・コンチネンタル（1984年にデザインされたFN-9）のデザイン言語を用いたヨーロッパスタイルのボディまで、さまざまな提案が検討された。
委員会の最終的な妥協案はキャデラックの轍を踏まず、1990年代に向けて車種の現代化を図りながらタウンカーのアイデンティティを維持しようとした。リンカーン・タウンカーは燃費向上のため空力化（風切り音の低減）が求められたが、ラジエーター風グリル、クロームトリム、オペラウィンドウなど、伝統的な意匠がデザインに組み込まれていた。設計上大きな制約がある中、設計チームはタウンカーのサイズを大幅に縮小する事はせず、大きな室内空間とトランクスペースを顧客への重要なマーケティングポイントとして維持する事になった。
1984年にアメリカ政府が1989年9月1日以降に生産された車両に受動拘束を義務付ける規制を導入した事が、FN36プロジェクトの設計を後押しする第二の要因となった。自動車メーカーはオートマチック・シートベルトと共に、受動的拘束具としてのエアバッグの使用を必要に応じて見直す様になった。1988年まではメルセデス・ベンツ・Sクラス (メルセデス・ベンツ・W126)とポルシェ・944を除き、アメリカで販売された自動車にはデュアルエアバッグはほとんど使用されていなかった。この法律を受けてリンカーンは1988年にデュアルエアバッグを搭載したコンチネンタルを発表し、フォード・モーターそしてアメリカ車初のデュアルエアバッグ標準装備車となった。1988-1989年の初代タウンカーにエアバッグを追加するためにはステアリングコラムとダッシュボード全体の再設計が必要となるため、デュアルエアバッグはFN36プロジェクトに移されて標準装備が予定された。
1985年にFN36プロジェクトが開始された時、タウンカーの商品寿命を延ばすためにリンカーン＝マーキュリーは1986年に登場したキャデラックの新たなモデルラインをビュイック、ポンティアック、オールズモビルと見分けがつかないと風刺する広告を数多く出し始めた。キャデラックのダウンサイジングは発売当初こそ売り上げを伸ばしたが、リンカーン＝マーキュリーの広告キャンペーンは多くの顧客をタウンカーとコンチネンタルに転向させ、1988年には20万台以上のタウンカーが販売された。
1986年3月にこのプロジェクトの設計内容が確定し、1989年半ばの生産開始が予定された。第2世代のリンカーン・タウンカーは社外で設計され、外国のサプライヤーが大きく関わった初のフォードのアメリカ生産車となった。イギリスのブライトンにあるインターナショナル・オートモーティブ・デザインが技術面の設計を担当し、日本に拠点を置くオギハラがウィクソム工場近くの自社工場からタウンカーのすべてのボディパネルを供給した。プロジェクトマネージャーはプロトタイプの品質を向上させるために、自動車業界の前例にとらわれず金型や製造上の問題の所在と原因を特定し、生産レベルの品質になるまで連続して手造りのプロトタイプを製作することを要求した。1988年から1989年までタウンカーは生産予定日より1年以上遅れていた物が、最終的には予定より2週間早まった。

### シャーシー
フォード・モーター・カンパニーは大規模な再設計に伴う開発・生産コストを削減するため、リンカーン・タウンカーへのパンサー・プラットフォームや後輪駆動の採用を継続した。大きな変更点として1988年にパンサー・プラットフォームを採用する3つの兄弟車すべてにオプション装備として導入されていたリアエアサスペンションがすべてのタウンカーに標準装備された事である。1990年には1989年の先代タウンカーと同じ11インチのリアドラムブレーキが装備されていたが、1991年に10インチのソリッドローターディスクブレーキに変更された。
モジュラーエンジンの開発が遅れたため、1990年のリンカーン・タウンカーは先代と同じパワートレインである150馬力（112 kW; 152 PS）の302 cu in（4.9 L）フォード・スモールブロックV8エンジン、4速AODオーバードライブオートマチックを搭載して発売された。302 (5.0 Lと表示) V8エンジンは1990年10月発売の1991年モデルで190馬力 (142 kW; 193 PS) の4.6LSOHCモジュラーV8エンジンに置き換えられ、1994年モデルから、それまでオプション装備だった210馬力のデュアルエキゾーストバージョンが標準となった。フォード・クラウンビクトリアやマーキュリー・グランドマーキーと共有されたSOHCの4.6LV8モジュラーエンジンはフォードのライトトラックの車種など多くのフォード車にも採用され、2014年まで生産された。1993年にはAODトランスミッションが電子制御に変更されAOD-Eとなった。1994年のモデルサイクルの途中に行われた改良に伴い、1995年のタウンカーはリンカーン・マークVIIIにも搭載されていた高トルクの4R70Wトランスミッションが搭載された。
| エンジン                    | 排気量                  | 年度      | 定格馬力 | 出力トルク               | 特記事項                                                                                   | トランスミッション                                                                                           |
| --------------------------- | ----------------------- | --------- | -------- | ------------------------ | ------------------------------------------------------------------------------------------ | --- |
| フォード5.0ウィンザー V8    | 4.9リッター (302cu in)  | 1990      | 150馬力  | 270lb⋅ft （2,000 rpm時） | シングルエグゾースト仕様、ベーストリムレベルでの販売                                       | 4速オーバードライブ・オートマチック 1990-1992: フォードAOD 1993-1994: フォードAOD-E 1995-1997: フォード4R70W |
| フォード5.0ウィンザー V8    | 4.9リッター (302cu in)  | 1990      | 160馬力  | 280lb⋅ft （2,200 rpm時） | デュアルエグゾースト仕様、シグネチャーシリーズとカルティエでの販売                         | 4速オーバードライブ・オートマチック 1990-1992: フォードAOD 1993-1994: フォードAOD-E 1995-1997: フォード4R70W |
| フォード モジュラー SOHC V8 | 4.6リッター（281cu in） | 1991-1997 | 210馬力  | 275lb⋅ft （3,250 rpm時） | デュアルエグゾースト仕様、エグゼクティブシリーズ、シグネチャーシリーズとカルティエでの販売 | 4速オーバードライブ・オートマチック 1990-1992: フォードAOD 1993-1994: フォードAOD-E 1995-1997: フォード4R70W |
| フォード モジュラー SOHC V8 | 4.6リッター（281cu in） | 1997      | 190馬力  | 265lb⋅ft （3,250 rpm時） | シングルエグゾースト仕様、エグゼクティブシリーズ、シグネチャーシリーズの一部で販売         | 4速オーバードライブ・オートマチック 1990-1992: フォードAOD 1993-1994: フォードAOD-E 1995-1997: フォード4R70W |

### ボディ
2代目リンカーン・タウンカーのデザインは、ゲイル・ハルダーマンとフォード・グループのデザイン担当副社長ジャック・テルナックによって行われた。

#### 外観
1990年に行われたモデルチェンジで、リンカーンのスタイリストはタウンカーのデザインを一新する事を目指した。リンカーンの伝統的なスタイリングの多くが大幅に見直されたり、あるいは完全に放棄された。タウンカーは、ノッチバック・セダンのフォーマルなルーフラインを維持されたるものの、1960年代後半のコンチネンタルやマークIIIに見られたフラットサイド・フェンダーや角張ったラインは消滅した。スタイリストはより空力的なボディを採用し、空気抵抗係数を0.46から0.36に下げた。この数値は1988年のコンチネンタルに匹敵し、マークVIIを上回った。それでも1990年のタウンカーは縦型のテールライト、ラジエータースタイルのグリル、フードオーナメント、アロイホイール、縦型のCピラーウィンドウなど、伝統的なスタイリングからいくつかの影響を受けていた。また、タウンカーはユーザーの若返りを図るために、いくつかの変更が加えられた。ボディ下部のアクセントにグレーメタリックを採用したツートンカラーも残されていたが、その後はモノトーンカラーが主流になっていく。 大きな変更点として、ビニールルーフ人気の低下により、ビニールルーフが廃止された事が挙げられる。1990年にはスポーク付きのアルミホイールがオプションから外されたが、1992年まではロック式のワイヤーホイールディスクが残されていた。
1992年末に発表された1993年モデルでは、フロントグリルの一新と市松模様が特徴的なテールランプレンズのデザインを若干変更し、外装をマイナーチェンジした。1994年末、タウンカーは1995年モデルで兄弟車のクラウン・ヴィクトリアやグランド・マーキーと同様に、FN116の名で大規模な改良を受けた。この改良は、リアドアの固定式クォーターガラスが廃止され、サイドミラーのデザインが大型化され、ボディカラーと同色に変更された事が最大の特徴である。バンパーには大きな変更がされなかったものの、ヘッドランプクラスターをクリアレンズタイプに変更し、フロントグリルから離す事でフロントフェイスを刷新した。グリルも再設計され、ボディ近くを取り囲むフィッティングとなり、1990-1992年のデザインに戻された。後部デザインの変更点は、テールランプ間のトリムが再設計され、ランニングライトが追加された。また、リバースランプはリフレクターパネルの外周から1985年-87年モデル同様、リッドロックカバーの下部中央に移された。

#### 内装
タウンカーは、パンサー・プラットフォームを採用した事により、フォードやマーキュリーの車種とある程度の部品を共有する必要があった。 タウンカーには独自のシートやドアパネルが採用されているが、ダッシュボードはマーキュリー・グランドマーキーと基本的に同じ物が装着されていた。デジタルメーター仕様の場合、1988-1989年のインストルメント・パネルのレイアウトを踏襲していた。1993年にはタウンカーの人気を高め、フォードやマーキュリーとの差別化を図るため、ウッドトリムがオレンジ色のウォルナットに変更され、好評だったデジタルインストルメント・パネルを標準化し、空調システムもデジタル表示に変更された。1995年モデルでは、センターアームレストに音声認識機能付きで、スピーカーフォンとハンズフリー通話用のバックミラーマイクを内蔵した携帯電話を装備した。
1995年のマイナーチェンジでは、外観よりも内装が大きく変更された。ダッシュボードやドアパネルには、リンカーンの他のモデルと同様に、曲線を多用したデザインを採用した。また、マークVIIIの影響を受けながらも、6人乗りのタウンカーではセンターコンソールを採用できなかった。収納スペースを増やすために、シグネチャーとカルティエのフロントシートのデュアルセンターアームレストに、カセットテープやオプションの携帯電話を格納するための収納スペースを設けた。ダッシュボードのデザインは新しいドアパネルにも波及し、パワーウィンドウとシートアジャスタークラスターが照らされ、バックライト付きのパワードアロックスイッチがドアのより高い位置に配置された。トランクと給油口ドアの開閉スイッチは、ダッシュボードから運転席ドアの下部に移動された。 再設計された座席構成では、運転席と助手席にシートヒーターが装備されるようになった。 ラジオのアンテナがリアウィンドウに組み込まれた。インテリアの基本的な構成はすべてのパンサー・プラットフォーム車種に共通のままだったが、タウンカーはイタリック体の字体が特徴的なモデル独自のインストルメントパネルが導入された。
1996年には、空調コントロールのデザインが変更され、カルティエのデザイナーエディションでは、ダッシュボードやドアパネルに本杢が採用された。1997年には、ほとんど変更が加えられず、後部中央のアームレストに1対のカップホルダーの追加と、カルティエモデルの天井に後席用バニティミラーが追加された程度である。また、この年には「Town Car」バッジがトリムレベルからフロントフェンダーに移され、リアサイドのオペラウィンドウにもトリムレベルの刻印がなくなった。

1990-1997年 リンカーン・タウンカー
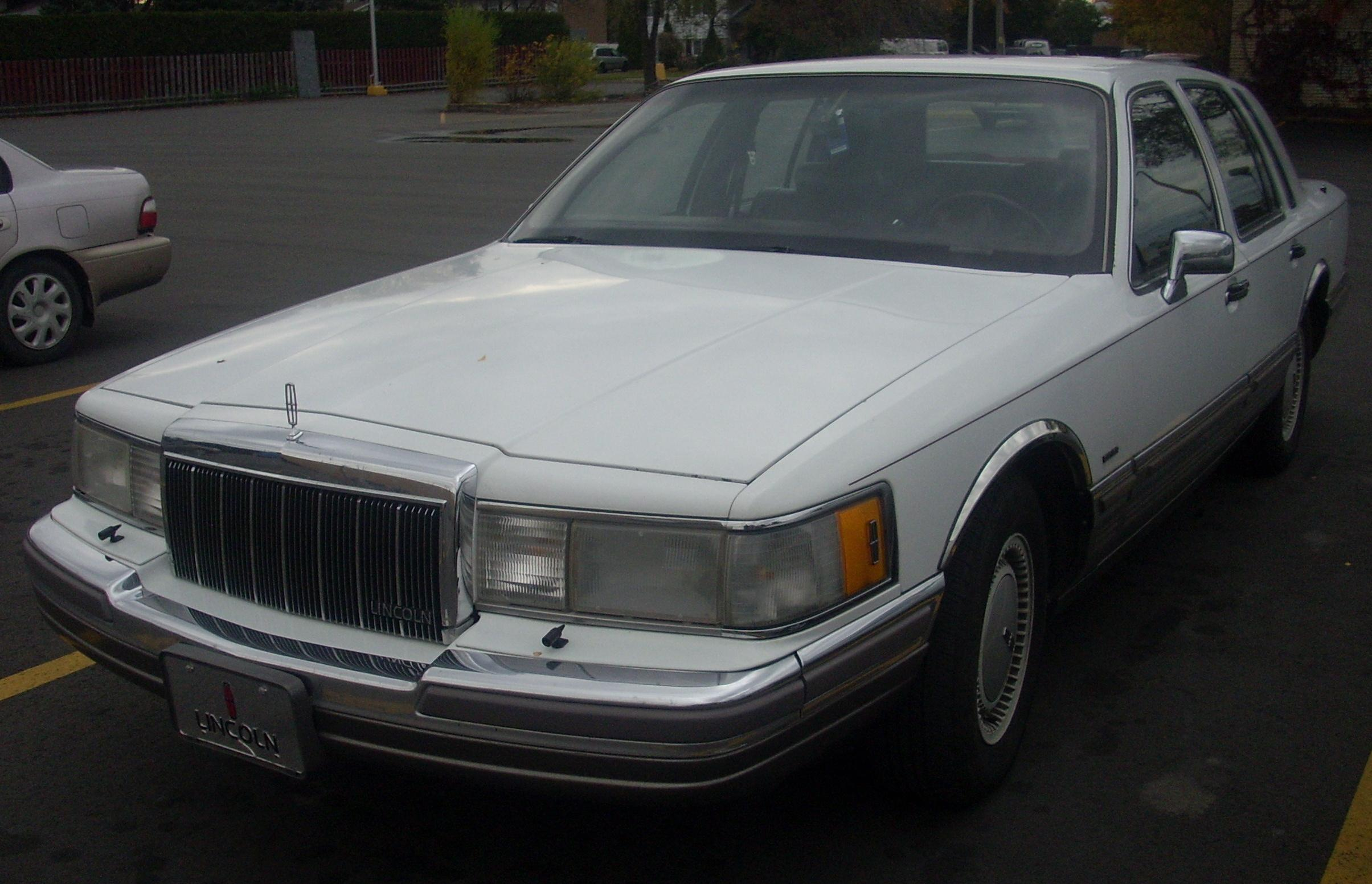
1990年 リンカーン・タウンカー・エグゼクティブシリーズ
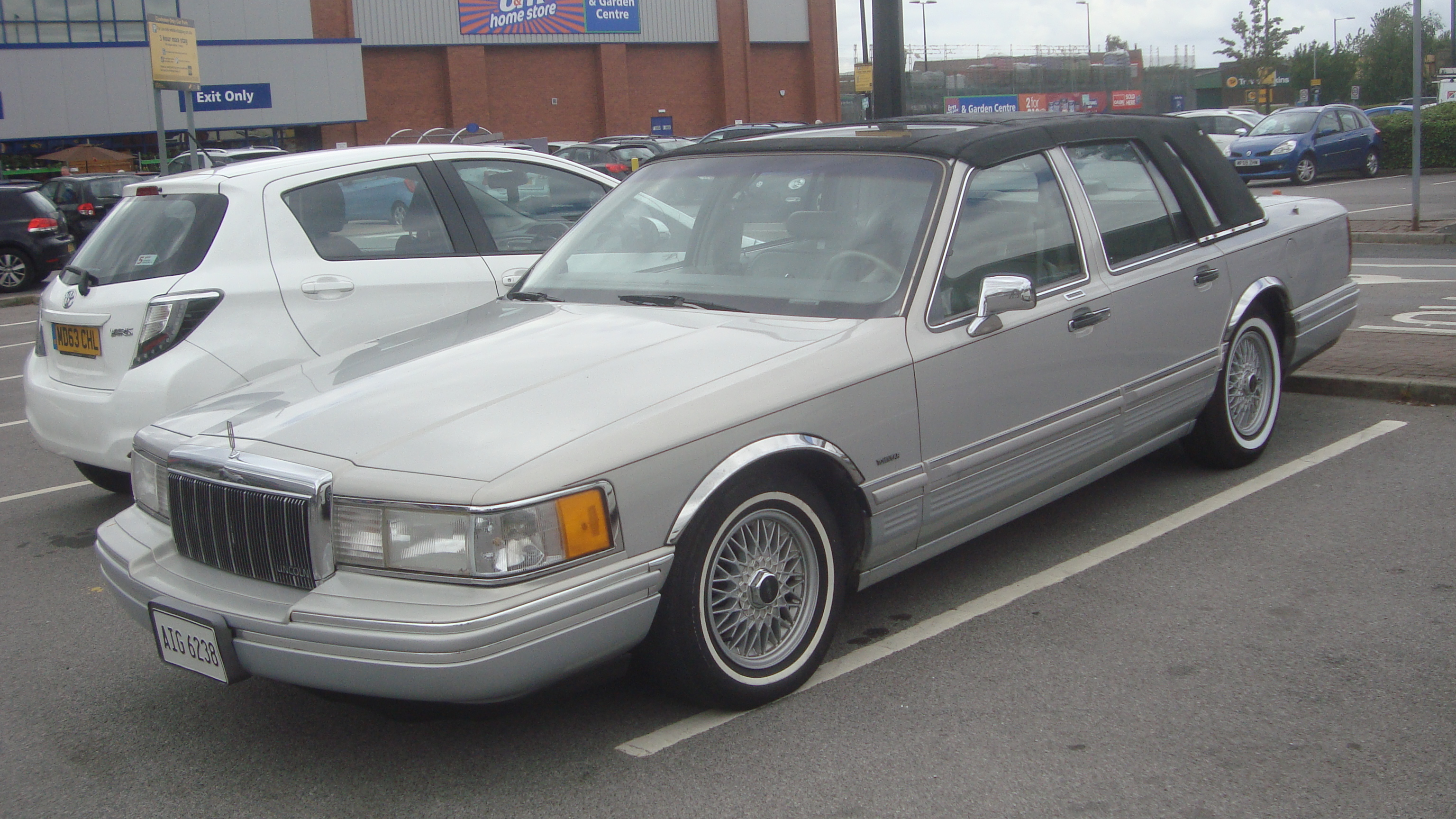
1991年 リンカーン・タウンカー・シグネチャーシリーズ
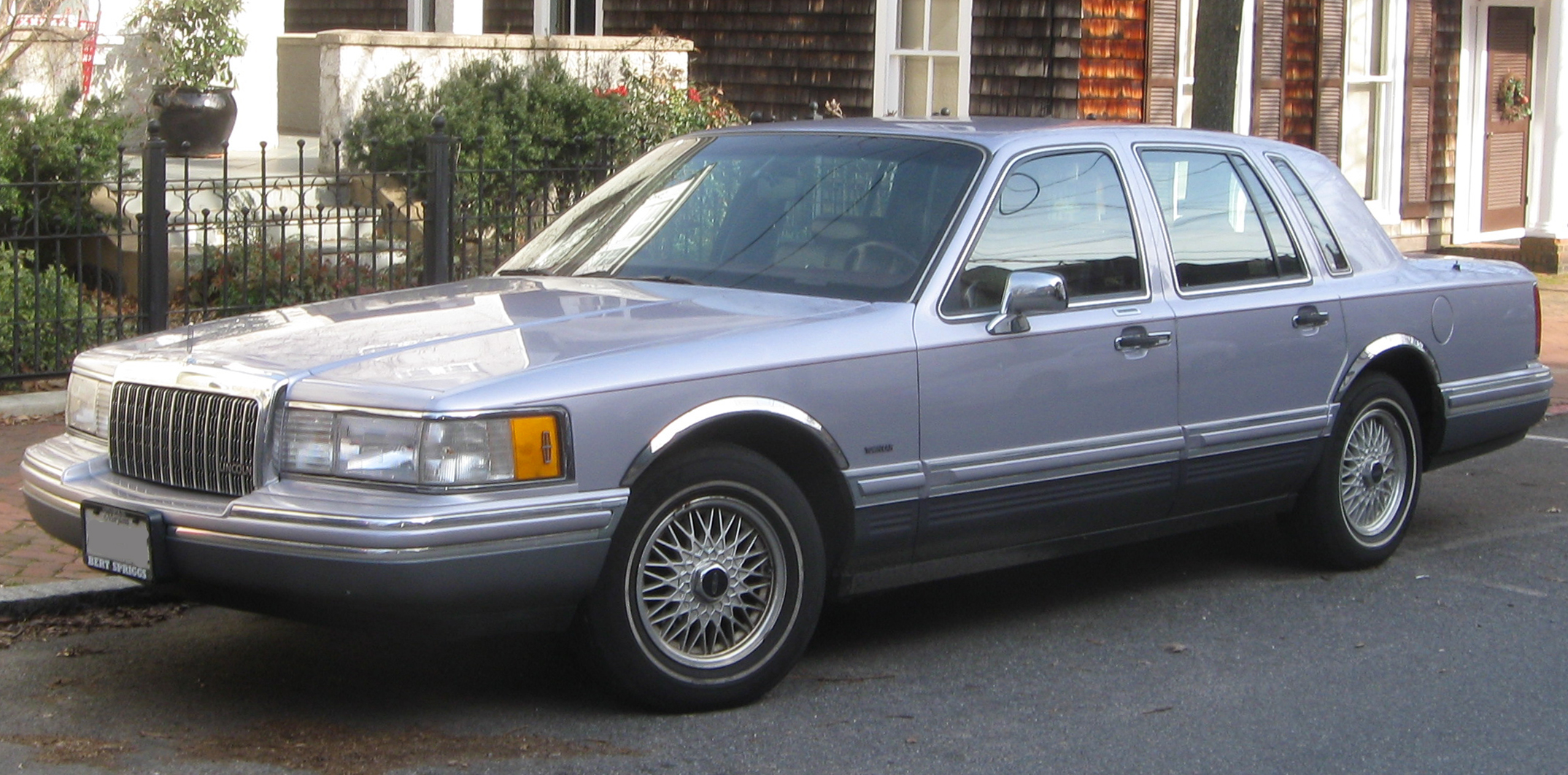
1993-1994年 リンカーン・タウンカー・シグネチャーシリーズ
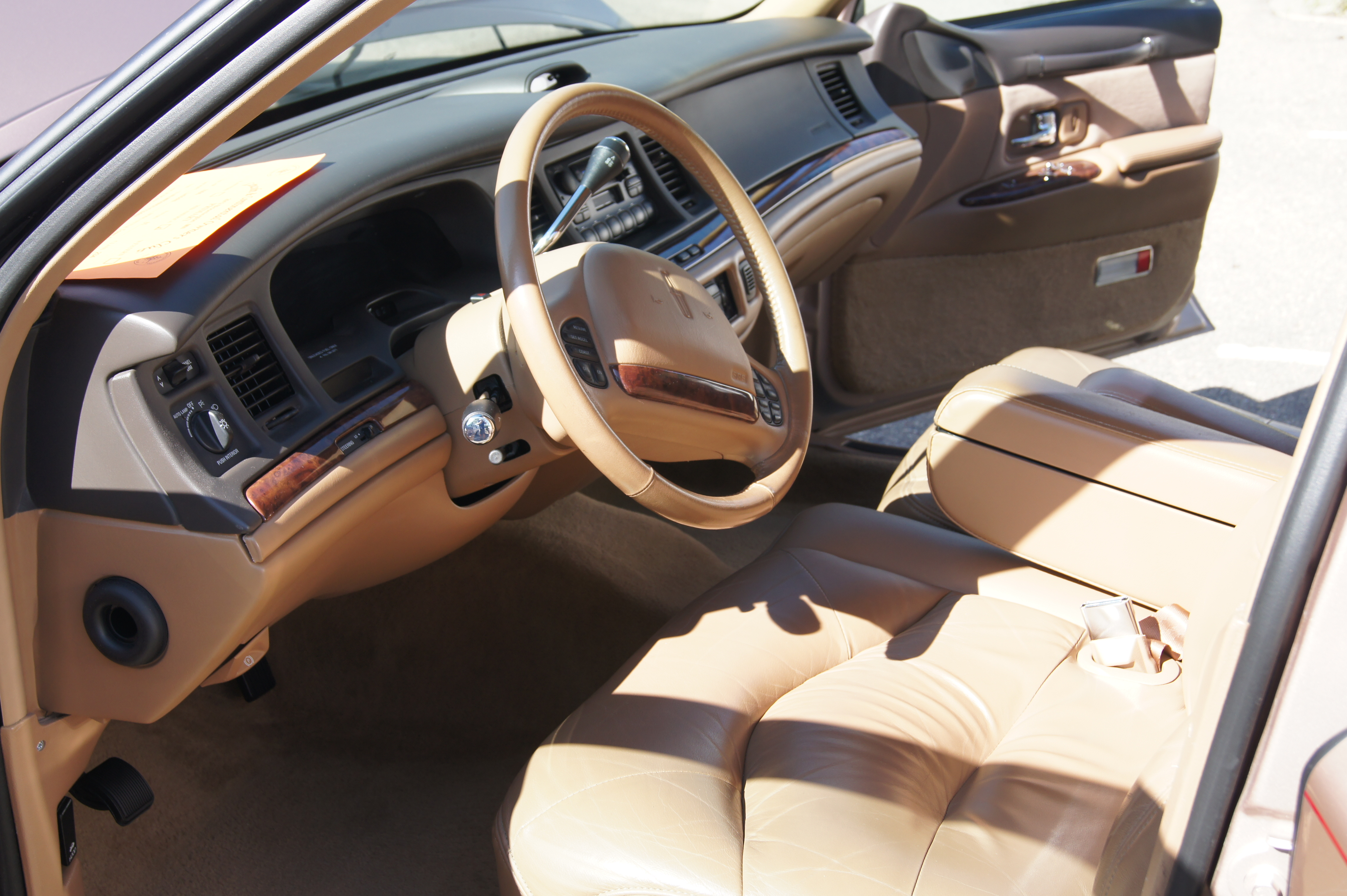
1996年 リンカーン・タウンカーの運転席
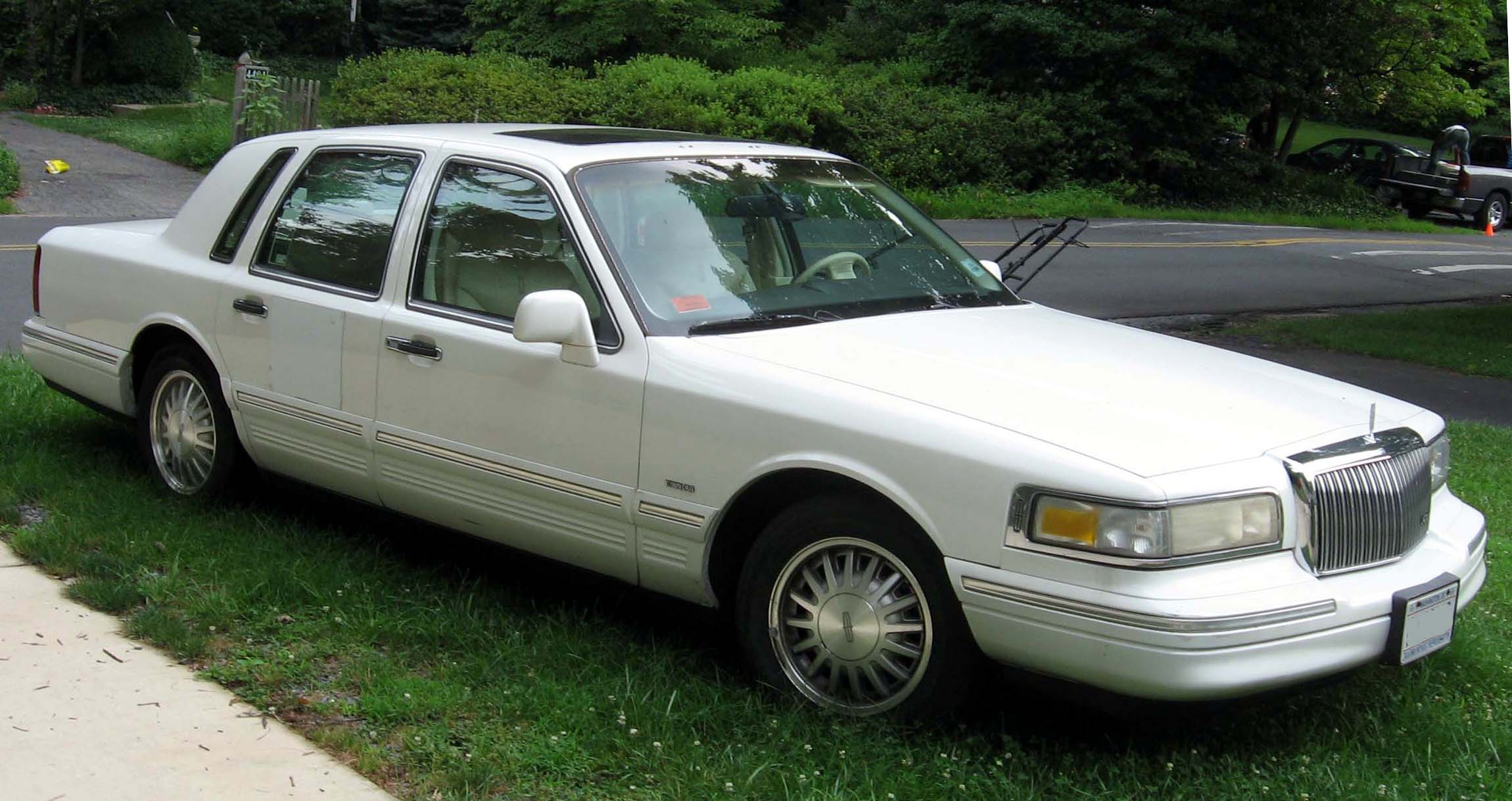
1995-1997年 リンカーン・タウンカー・カルティエエディション
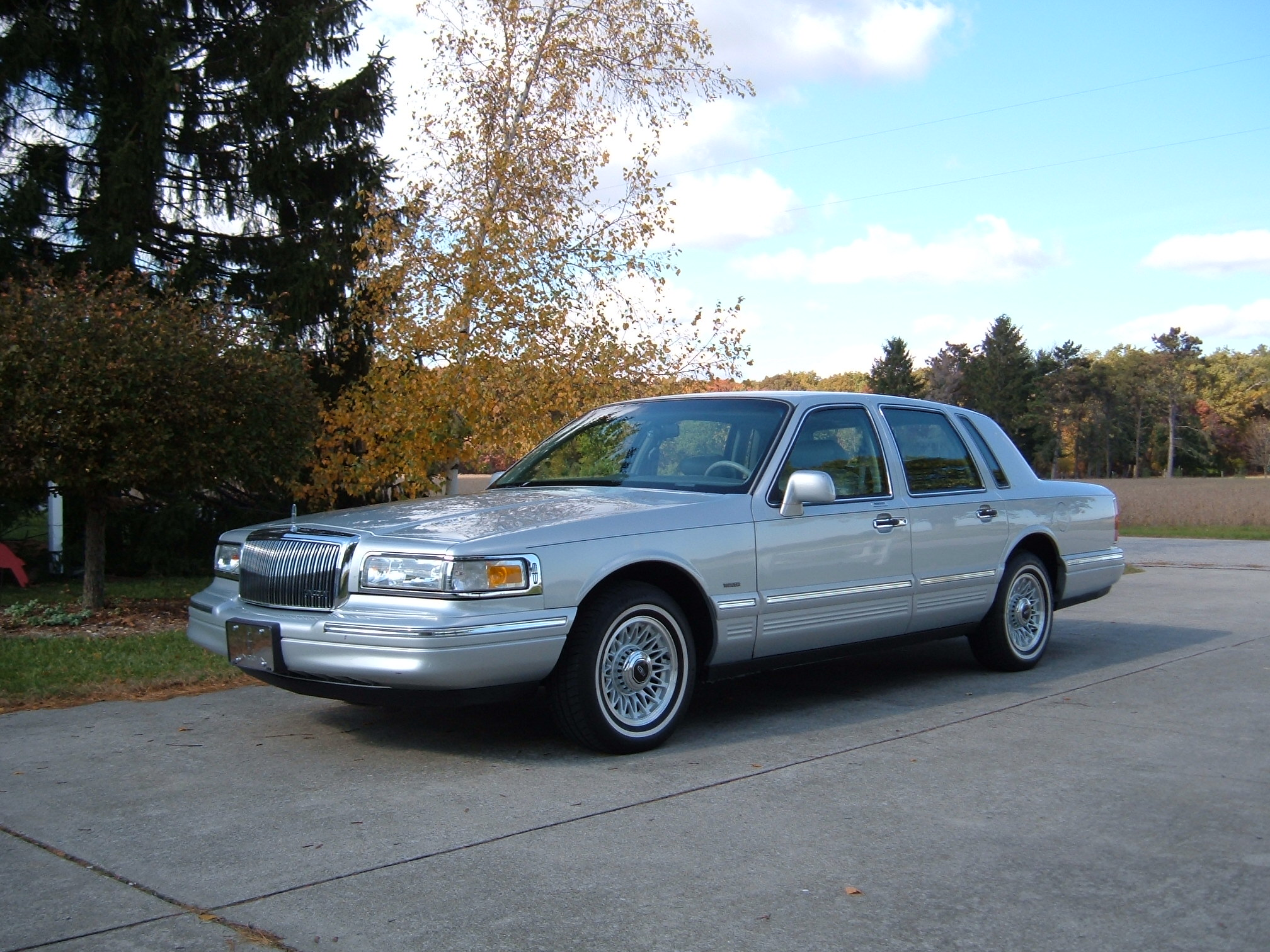
1996年 リンカーン・タウンカー
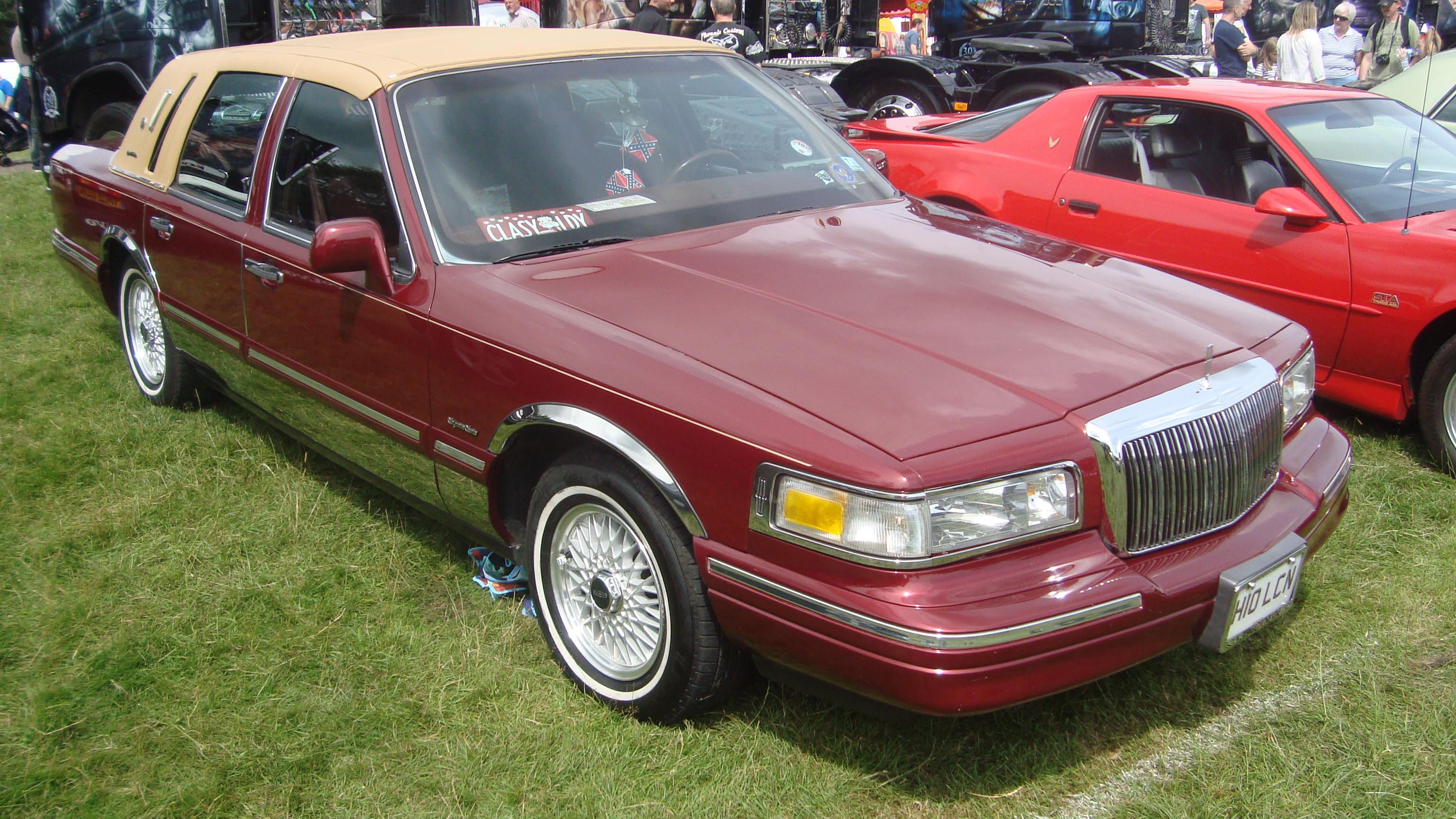
1997年 リンカーン・タウンカー・シグネチャーシリーズ

### グレード
1989年10月のモデルチェンジ後も、リンカーン・タウンカーは、ベース、シグネチャー・シリーズ、カルティエ・デザイナー・エディションの3つのグレード・レベルを継承した。1991年には、ベースのグレード名称がエグゼクティブ・シリーズに変更された。1989年から1996年の間、リンカーン・タウンカーには工場取付の装備として牽引パッケージが用意されていた。
ベース・グレード（1991モデルイヤー以降はエグゼクティブ・シリーズ）のタウンカーは、2つのベンチシートを備えた6人乗りで、4スピーカーのカセット付きAM/FMステレオ、6ウェイフロントパワーシート、4速オートマチックオーバードライブトランスミッション、クロス・シート、15インチタイヤ、ダッシュボードの時計、キーレスエントリー（フォード・セキュリティコード・キーレス・エントリー・キーパッド）などが装備されていた。それに加えてシグネチャー・シリーズは、真空蛍光灯式デジタルメーター、トリップコンピューター、アロイホイールが標準装備だった。1990年からは、タウンカー・カルティエ・デザイナーズ・エディションは、それまでの年間で単一の色や装備の組み合わせではなく、数種類の内外装の組み合わせによって提供されるようになった。また、シグネチャー・シリーズにオプションで設定されていたグレーのロウワー・ボディトリムを除けば、カルティエ・エディションはタウンカーで唯一のツートンカラーとなった。

#### 特別仕様車
リンカーン・タウンカーは、3つの通常グレードに加え、ディーラー設定の特別仕様車を除いても、リンカーンによって様々な特別仕様車が生産された。
ジャック・ニクラス・シグネチャー・シリーズ (1992年-1997年)
ジャック・ニクラス・シグネチャー・シリーズは、タウンカー・シグネチャー・シリーズの特別仕様車で、緑の外装色に白の屋根、内装は白の革に緑のアクセントを加えた物だった。 このパッケージには、白の外装色と標準型の屋根、白の革張りシートと緑のカーペットと内張りを組み合わせた内装の物も存在した。ほとんどのジャック・ニクラス・エディションは、緑と金の「ゴールデン・ベア」バッジをフロントフェンダーに付けるなど、外装のオーナメントや文言が金で縁取られている。1992年から1997年まで生産されたジャック・ニクラス・シグネチャー・シリーズには、メモリー機能付きのパワーランバー/リクライニングシート、革張りシート、モノトーン塗装などのオプションが標準装備されていた。
レガッタ・エディション (1994年)
レガッタ・エディションは、シグネチャー・シリーズに設定された海をテーマにした特別仕様車で、約1,500台が生産された。青で縁取られたホワイトオックスフォードの本革シートにレガッタブルーのカーペットを組み合わせ、ドアやインストルメントパネルには同色の青のトリムがあしらわれた。
このパッケージではしばしば、オペラウィンドウ近くのCピラーに刺繍が施され、ホワイトオックスフォードビニール製のキャリッジルーフが組み合わせられていた。
スピンネーカー・エディション (1995年)
レガッタ・エディションに代わって導入された特別仕様車スピンネーカー・エディションは、3層塗装、2色の革シート、フロアマットにスピンネカーのロゴ、16インチのスポーク付きアルミホイールなどを装備していた。
ダイヤモンド・アニバーサリー・エディション (1996年)
1996年のリンカーン創業75周年を記念して、コンチネンタル、マークVIIIと同様、タウンカー・シグネチャー・シリーズでもダイヤモンド・アニバーサリー・エディションが販売された。独自のアクセントストライプ、革のシート、ウッドインストルメントパネルトリム、ウィンドウバッジ、携帯電話、パワームーンルーフ、JBLオーディオシステム、コンパス付オートエレクトロクロマティック調光ミラー、トラクションアシストなどを装備したダイヤモンド・アニバーサリー・エディションは、リンカーン・タウンカーに設定されているほぼすべてのオプション装備を含んでいた。
サイプレス・エディション (1996年)
シグネチャー・シリーズのサイプレス・エディションは、外装にサイプレス・ゴールド・フロストの専用色、2色の革インテリア、そして赤のサイウレス・ツリー・バッジが採用されていた。

### 特徴
1990年にモデルチェンジされた、リンカーン・タウンカーはオプション装備が比較的少数に止まり、ほぼすべての機能が標準装備された。シグネチャー・シリーズでは、本革シート、ムーンルーフ、10連奏CDチェンジャー、JBLサウンドシステム、セキュリティシステム、車載電話などがオプション装備として用意されていた。
今回のモデルチェンジでは、これまでのタウンカーにはなかったいくつかの新装備が採用された。2席のドライバーズメモリーシートがカルティエ・エディションに標準装備され、シグネチャー・シリーズにはオプション装備として設定された。このメモリーシートは、両席ともに8段階の調整が可能で、膨張式の腰椎サポートが備えられた。 エレクトロクロマティック調光ミラーは先代タウンカーの1989年から継続された装備だったが、新型タウンカーのワイドなリアウィンドウに合わせてデザインが変更された。
リンカーン・タウンカーの安全装備は数々の進化を遂げており、1990年にはABSがオプション設定された。1991年には初めて4輪ディスクブレーキがタウンカーに採用された。1992年にABSが標準装備となった。1990年に登場したタウンカーには、当初デュアルエアバッグが標準装備されていた。しかし、1990年3月14日に助手席用エアバッグの推進剤を製造する施設で火災が発生したため、助手席用エアバッグは実質的に搭載できなくなり、欠落したエアバッグの価格分のクレジットがウィンドウステッカーに記載される事になった。 エアバッグの供給が可能になり次第、オーナーの要望に応じて、発行されたクレジットの価格で助手席用エアバッグが取り付けられる事になっていた。1992年モデルから、すべてのタウンカーにデュアルエアバッグが標準装備されるようになった。

### 安全性能
国家幹線道路交通安全局（NHTSA）による1990年リンカーン・タウンカーの衝突実験評価。
- 運転席:

## 3代目 (1998-2011年)
1998年、フォード社はフォード・クラウンビクトリア、マーキュリー・グランドマーキーと共にフルサイズセダン3兄弟のモデルチェンジを実施し、新しいタウンカーが誕生した。3代目タウンカーの外観はそれまでの直線的なデザインから一変し、曲線的なボディラインに変更された。1970年代から続いていたロールス・ロイス風のフロントグリルやCピラーのオペラ・ウィンドウは廃止され、フロントグリルは同年に登場した同ブランドの高級SUVであるナビゲーターに近いデザインとなった。
内装も大幅に変更され、ドア周り・パネル類・操作スイッチ類・ラジオ等が刷新された。新たにデザインされたダッシュボードやドアパネルには、更に木目調が追加された。パワーシートの操作スイッチ類は、ドアパネルに移行された。リンカーンのエンブレムは、ドアパネル及び座席の背に残される事となった。なお、フロントの座席もベンチシート式が採用されている為、一般的なセダンとは異なり、乗車定員は6名である。
1998年
先代と比較して全長は僅かに短縮されたが、逆に全幅・全高は少し拡大され、ホイールベースも延長された。また、新たに「ツーリング・パッケージ (Touring package) 」が追加され、16インチのアロイホイールが装着された。
1999年
シート搭載型のコンビネーション・エアバッグ (頭と、体の側部用) が、全てのタウンカーに標準装備された。
2000年
エンジンに変更が加えられ、シングルエグゾーストで200馬力、デュアルエグゾーストで215馬力となった。
2001年
この年から、ホイールベースが更に延長されたロング仕様が追加された。また、エンジンはシングル及びデュアルエグゾーストの両方で20馬力アップされた。

## グレード (トリムレベル)
- シグネチャー（Signature）
- シグネチャー・リミテッド（Signature Limited）
- デザイナー・シリーズ（Designer Series）
- シグネチャーL（Signature L）

最高級車らしく、フランスの宝石商のカルティエや、アメリカのファッションデザイナーのビル・ブラス、イタリアのファッションデザイナーのエミリオ・プッチなどと提携し、これらのデザイナーやブランドが内外装のデザインに手を加えた「デザイナー・シリーズ」が存在し、後にグレード名として採用された。

## 紅旗
中国では、第一汽車が、リンカーン・タウンカーのバッジを変えたフラッグシップ・モデル「紅旗・CA7460（旗艦）」を1998年からライセンス生産し、第一汽車が次世代の公用車にトヨタ自動車（紅旗・HQ3≒クラウンマジェスタ）を選定してフォードとの提携が解消される2005年まで生産された。

## 日本での販売
日本では近鉄モータース→クインランド・カーズ→フォーピラーズが正規輸入しており、コンチネンタルマークVIIの取り扱い終了以降、フォード・ジャパンが3代目ナビゲーターを導入するまで、唯一のリンカーン・ブランドの車種であった。